# Storia dell'Africa

Civiltà africane prima del colonialismo europeo.

La storia dell'Africa è la storia e preistoria del continente dalle origini dell'uomo fino ai giorni nostri. Secondo il modello paleoantropologico dominante, è infatti in questo continente che apparve l'Homo sapiens. Dall'Africa si sono altresì originate e da lì sono poi migrate, in epoche preistoriche e protostoriche, le prime culture umane, come la cultura litica olduvaiana, aree di pertinenza di paleontologia e archeologia.
La storiografia basata sui ritrovamenti archeologici con documentazione scritta di varie culture, ci è nota a partire dalla nascita e lo sviluppo della civiltà egizia, del regno nubiano, di altri regni e società e della loro interazione.
Dal VII secolo d.C., l'Africa ha ricevuto una forte influenza islamica, sia sulle coste orientali, sia in Egitto, nelle regioni del Maghreb e del Sahel. La tratta degli schiavi, avviata dagli Arabi sin dal X secolo e proseguita con maggiore intensità verso la tratta atlantica gestita dagli Europei dal XVI secolo in poi, ha interessato tutto il continente fino al XIX secolo e preceduto il colonialismo. Occorre però dire che nella zona di influenza islamica la schiavitù è rimasta una realtà viva sino ad oggi. La stagione delle indipendenze è iniziata nel 1951, quando la Libia è formalmente diventata una nazione libera.
La storiografia che interessa l'Africa è stata a lungo appannaggio del pensiero culturale europeo. Dopo la pubblicazione, nell'ultimo quarto del XX secolo, della Cambridge History of Africa e della UNESCO General history of Africa (quest'ultima con la partecipazione di tutti i più importanti storici africani), si è giunti ad un nuovo approccio che tiene conto di documentazione prima non presa in considerazione.

## Fonti e tradizione orale
La civiltà africana è stata definita la "civiltà della parola": proprio questa scarsità di fonti stabili per la storiografia (di fonti in generale, di fonti scritte in particolare, tanto più se si considerano le fonti elaborate dagli africani stessi) determinano una grande difficoltà a ricostruire la storia di questo continente.
Le fonti scritte coprono un periodo di tempo molto limitato (all'incirca gli ultimi 4000 anni) e si riferiscono solo ad alcune zone specifiche del continente.
La scrittura si è infatti diffusa in Africa - con l'eccezione eccellente dell'Egitto in cui risale al IV millennio a.C. - a partire dal I millennio a.C. e quasi esclusivamente nei territori interessati dallo sviluppo di società di tipo statale: Nubia, Etiopia, costa dell'Africa orientale, Africa occidentale e tra le popolazioni berbere del Sahara.
È solo con gli Arabi, nell'VIII secolo, che la scrittura fa la sua comparsa nell'Africa subsahariana. Di fatto, sono esistiti nell'Africa occidentale sistemi indigeni di scrittura, ma non hanno avuto una tale diffusione da essere considerati vera e propria scrittura. Le tradizioni di scrittura del Corno d'Africa e della valle del Nilo sono antichissime. Tra il V ed il VI secolo viene tradotta in lingua ge'ez la Bibbia. Il ge'ez è una lingua semitica, per lungo tempo lingua franca del Regno di Axum: in geez è stato redatto il Kebra Nagast (IV-VI secolo).
Le fonti in arabo, sorte dopo l'espansione dei secoli VIII e IX, menzionano aspetti della vita africana, la geografia, la politica, il commercio. Del X secolo sono gli scritti di al-Masʿūdī, dell'XI quelli di al-Bakrī, del XII quelli di al-Idrīsī. Sono invece del XIV secolo gli scritti di Ibn Khaldūn e di Ibn Baṭṭūṭa, che passò da Gao nel 1358. Gli Arabi chiamavano bilād al-Sūdān ("Paese dei neri") la regione tropicale a sud del Sahara: fu qui che, tra il X ed il XVI secolo, sorsero i regni Tekrur, Wagadou (o Impero del Ghana), Manden (o Impero del Mali) e Songhai, dediti in particolare al commercio di oro e cola. Alcune cronache arabe, composte nel XVI o nel XVII secolo, si riferiscono a questa zona, come ad esempio il Taʾrīkh al-Sūdān ("Storia del paese dei neri") di Abd al-Rahman al-Saʿadi ed il Taʾrīkh al-fattāsh ("Storia della conquista") di Mahmud Kati.
Altra fonte importante è il geografo arabo al-Hasan ibn Muhammad al-Wazzan (papa Leone X lo ribattezzerà "Leone l'Africano"): nel 1550 fu pubblicata una sua Descrizione dell'Africa e delle cose notabili che ivi sono.
Nei secoli XVII e XVIII si hanno notizie dell'Africa dai missionari cappuccini, installati in particolare nel Congo.
Per le regioni interne del continente non esistono fonti documentarie anteriori al XIX secolo. Il XIX secolo vede un aumento delle fonti europee e ottomane. Ancora a questo punto, la scrittura non è diffusa in Africa che in una ristrettissima élite. Inoltre, le fonti, incluse quelle indigene, continuano a riguardare quasi esclusivamente le zone costiere.
Alla netta prevalenza delle fonti orali, per una ricostruzione della storia d'Africa, si aggiungono altre difficoltà, tra cui la deperibilità dei reperti archeologici, l'assenza di religioni "del Libro", e quindi di tradizioni scritturali, prima dell'Ottocento, l'assenza di rogiti o catasti, a fronte dell'inesistenza di una proprietà fondiaria privata. Al carattere di "leggerezza" degli organismi statali che costellano la storia africana, per cui il potere "non esaurisce tutti gli aspetti della sovranità e [...] non ha la pretesa di dirimere tutti i casi della vita sociale", corrisponde una scarsa necessità di ostentazione e l'utilizzo di capitali itineranti, sistema attraverso cui i regnanti potevano spostare l'attenzione da una parte all'altra del paese.
La tradizionale prospettiva eurocentrica sulla storia dell'Africa, impostasi nei secoli XIX e XX, è "venata di razzismo" e colloca "tutte le manifestazioni della vita associata in Africa [...] a un ordine inferiore". Una prima solida formulazione di questa prospettiva può essere attribuita all'influente antropologo britannico Charles Gabriel Seligman (1873-1940), che riprese la cosiddetta "ipotesi camitica", secondo la quale i contributi più rimarchevoli del continente africano alla storia umana sono in realtà da attribuire a "popolazioni non africane o, se africane, non nere".

## L'immagine dell'Africa

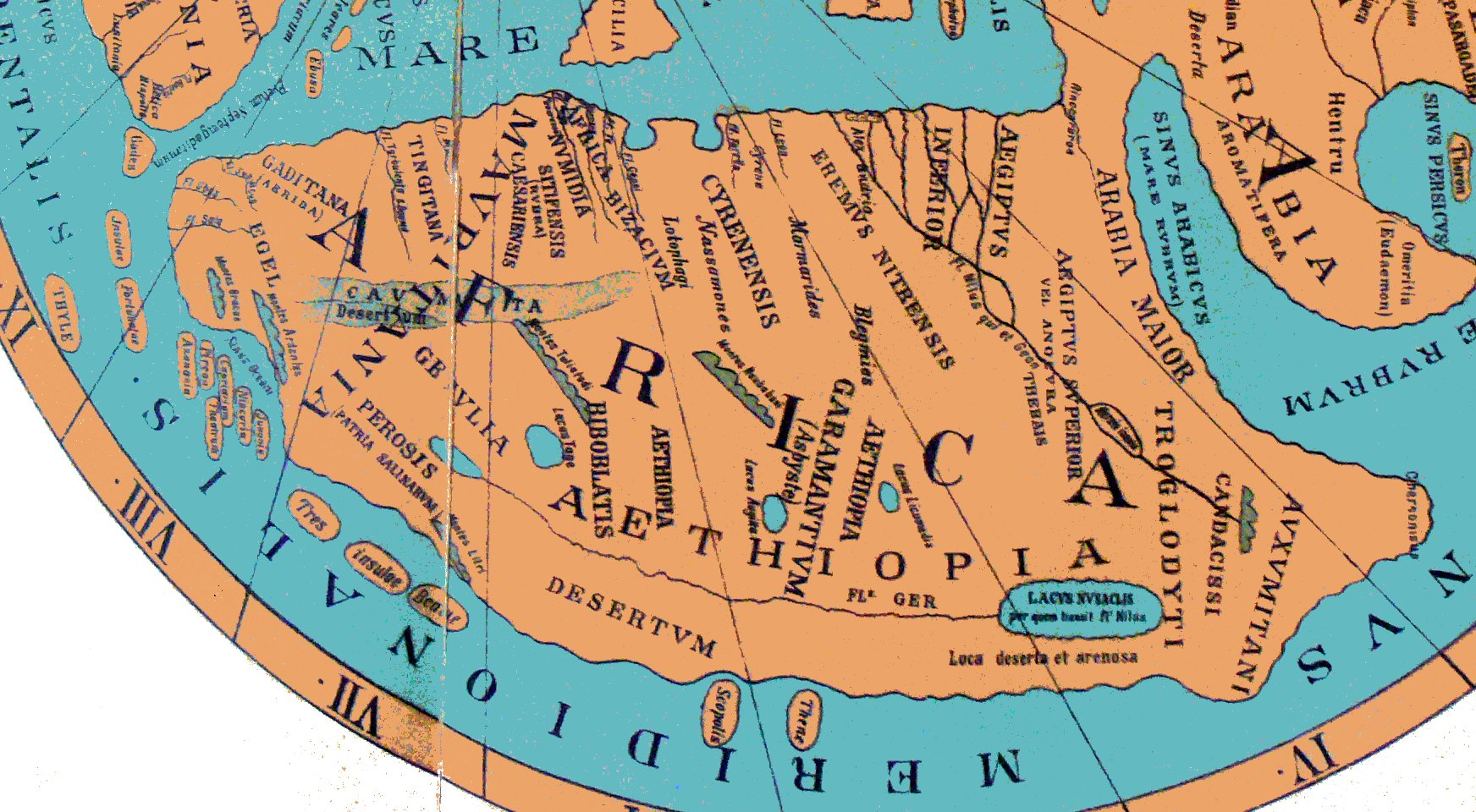
L'Africa come raffigurata nella Cosmografia ravennate (VII secolo)

L'immagine dell'Africa per lungo tempo non è stata il prodotto autonomo delle popolazioni africane: a pesare sull'immagine del continente è stata "l'esperienza del rapporto diseguale" con l'Europa e con la civiltà occidentale, che ha collocato l'Africa in una posizione periferica. La toponomastica africana origina spesso da un apporto esterno:
- "Africa" è il nome usato dai Romani per indicare la costa fra le attuali Tunisia e Algeria, dove essi avevano costituito la provincia d'Africa
- "Etiopia" è il nome che gli antichi Greci usavano per indicare la terra dei popoli di pelle scura ("faccia bruciata")
- "Sudan" è il nome usato dagli Arabi per indicare l'Africa subsahariana (bilād al-Sūdān, "paese dei neri")
- "Guinea" è il nome usato dai Berberi (con significato analogo a "Sudan")

Anche successivamente, le informazioni intorno al continente africano sono state strutturate su impianti concepiti da altri popoli e, a partire dall'epoca del colonialismo, da amministratori e missionari europei, informati ad un concetto di evoluzione centrato sulla cultura e la tecnologia europea. L'immagine dell'Africa è stata dunque prodotta al suo esterno, non solo, però, a beneficio degli altri popoli: il continente (e gli stessi popoli africani) "ha dovuto accettarsi così come lo hanno descritto gli altri".
Nelle cartografie del I secolo d.C. l'Africa veniva divisa in tre parti: Egitto, Libia ed Etiopia (il nome "Libia" venne utilizzato anche per indicare l'intera Africa e così anche "Etiopia", ma in particolare per l'Africa subsahariana). Il nome "Etiopia" è menzionato nei Salmi:
Ethiopia Unbound ("Etiopia liberata") è invece il titolo del primo pamphlet per la liberazione dei popoli africani colonizzati, opera di John Casely-Hayford del 1911. Ma l'utilizzo del termine "Etiopia" per indicare l'intero continente africano era già in declino a partire dal XV secolo, con le esplorazioni portate avanti dagli Europei e l'adozione del nome "Nigritia", dal latino niger ("nero").
L'esperienza del colonialismo europeo ha deprivato l'Africa della continuità di una coscienza della propria storicità. Discipline come l'antropologia, sorte proprio nel contesto storico del colonialismo, hanno descritto le strutture sociali africane destoricizzandole e trattandole come "sistemi chiusi". Il panafricanismo e poi il nazionalismo delle "piccole patrie" non hanno voluto riallacciare questo filo interrotto, preferendo concentrarsi "fra il presente rappresentato dalla geopolitica del colonialismo e un futuro caricato dall'attesa di un'improbabile palingenesi".
Una prospettiva teorica che rendesse possibile studiare e scrivere la storia di culture non occidentali "prima della presenza degli occidentali, o prescindendo da essa" fu offerta dalla École des Annales. In precedenza, l'Africa era intesa tradizionalmente come un "continente senza storia", secondo quanto opinato da Georg Hegel:
Influente, sempre nel solco hegeliano, anche il giudizio di Hugh Trevor-Roper il quale, intendendo per "Storia" un "movimento propositivo [...] per uscire dalla barbarie", affermava che "forse nel futuro ci sarà una qualche storia africana [...] ma al presente non ce n'è nessuna, c'è solo la storia degli europei in Africa".
Due momenti importanti della produzione storiografica sul continente africano sono state le opere The Cambridge History of Africa (1975-1986), otto volumi in lingua inglese, curata da John Donnelly Fage e Roland Oliver ("un po' il monumento a sé stessa della storiografia europea sull'Africa nella sua variante postcoloniale e tendenzialmente liberale") e la successiva UNESCO General history of Africa, curata da Joseph Ki-Zerbo e Jacob Festus Ade Ajayi, in otto volumi, presentata nel 1979 e completata nel 1999 (edizioni in inglese, francese e arabo). L'opera sostenuta dall'UNESCO, pur non contenendo differenze così nette rispetto alla "occidentale" versione Cambridge, era il frutto delle pressioni di diversi africani, che reclamavano "una 'loro' storia". Va comunque considerato che tra gli illustri storici africani invitati a far parte del gruppo di 230 cattedratici coinvolti nell'opera dell'UNESCO la gran parte si era formata negli ambiti accademici occidentali, ad esempio perché docenti in università occidentali o ricercatori per conto di istituti internazionali.

## Preistoria

### Paleolitico

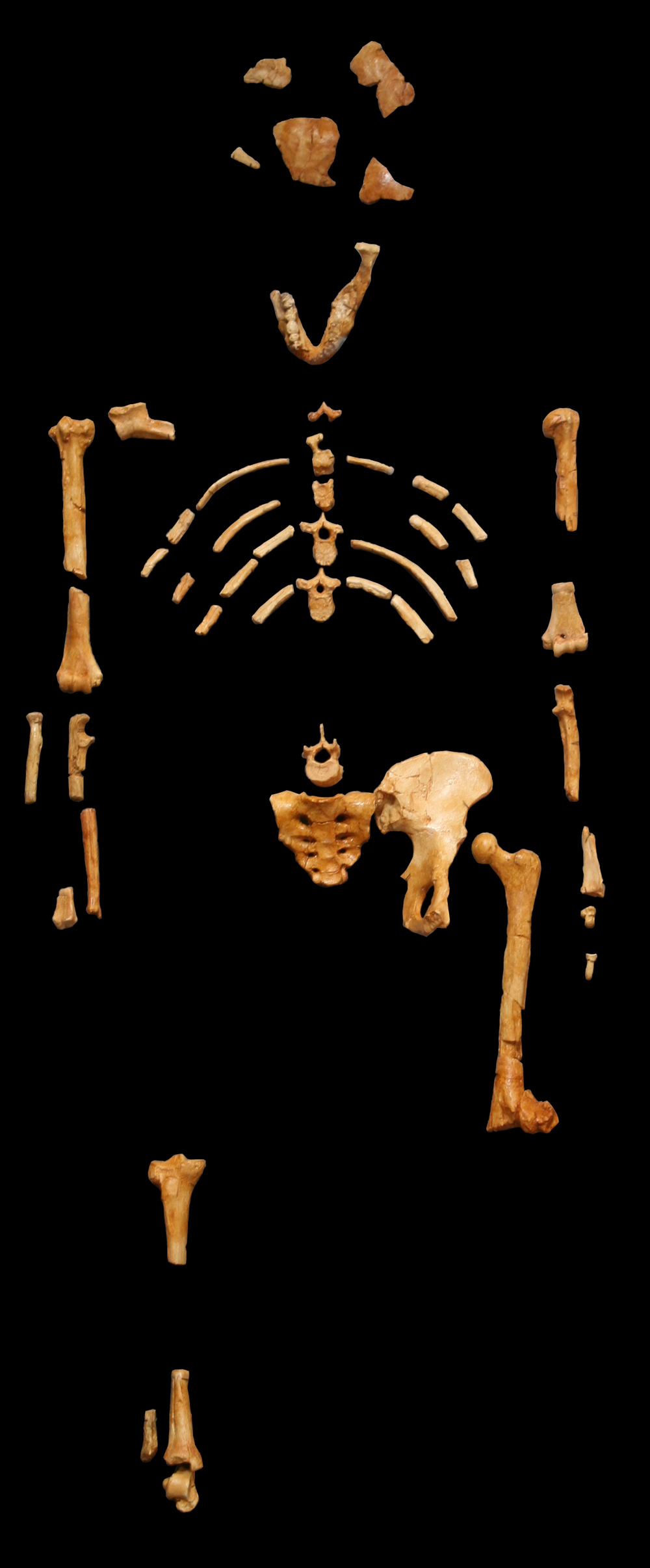
Lucy, la prima Australopithecus afarensis, ritrovata nell'attuale Etiopia

Le ricerche svoltesi lungo la Rift Valley (Olduvai Gorge in Tanzania, Turkana Desert in Kenya e regione dell'Afar in Etiopia), in Sudafrica (Gauteng e Npumalanga) e in Ciad, hanno dimostrato che già più di cinque milioni di anni fa esistevano ominidi in Africa con un'anatomia simile a quella delle scimmie superiori, ma che avevano già adottato la posizione eretta e il movimento sulle sole gambe. Poco più di quattro milioni di anni fa circa è il momento in cui apparvero i primi australopitechi, forse, le ricerche sono attuali, già in grado, nella Regione degli Afar di produrre utensili litici (Australopithecus garhi).
Due milioni e mezzo di anni fa è la volta dell'Homo habilis, il primo ominide sicuramente già capace di fabbricare utensili con una tecnologia ed una tecnica appropriata e definita. Questa capacità ha permesso all'H. habilis di procurarsi il cibo con più regolarità e di approfittare delle catture fatte da altri predatori.
L'Homo erectus appare per la prima volta circa 1,8 milioni di anni fa. Con la sua più grande scatola cranica, e quindi maggiori dimensioni cerebrali, l'H. erectus ha migliorato la tecnologia della produzione di utensili e dato vita alla cultura conosciuta come Acheuleana. È molto probabile che l'H. erectus sia stato il primo predecessore dell'uomo a diventare un vero proprio cacciatore, da cui anche altri predatori dovevano stare attenti. È stato inoltre il primo ominide a lasciare l'Africa, dando vita ad altri tipi homo in Asia ed Europa.
L'Homo sapiens è apparso circa 150 000 anni fa, secondo alcuni 100 000 anni fa, e ha lasciato tracce sia in Africa Australe che in Africa orientale. 40.000 anni fa, l'Homo sapiens ha lasciato l'Africa per iniziare la conquista di tutto il pianeta. Sebbene alcuni antropologi non siano d'accordo con la teoria di un'umanità nata dallo stesso ceppo africano, le ricerche genetiche degli ultimi anni sembrano sostenerla.
Il periodo tra la fine del Pleistocene e l'inizio dell'Olocene (ca. 20.000-5000 a.C.) vede
il progressivo differenziarsi tra popolazioni di cacciatori e popolazioni di raccoglitori.

### Neolitico: l'emergere della agricoltura e della pastorizia

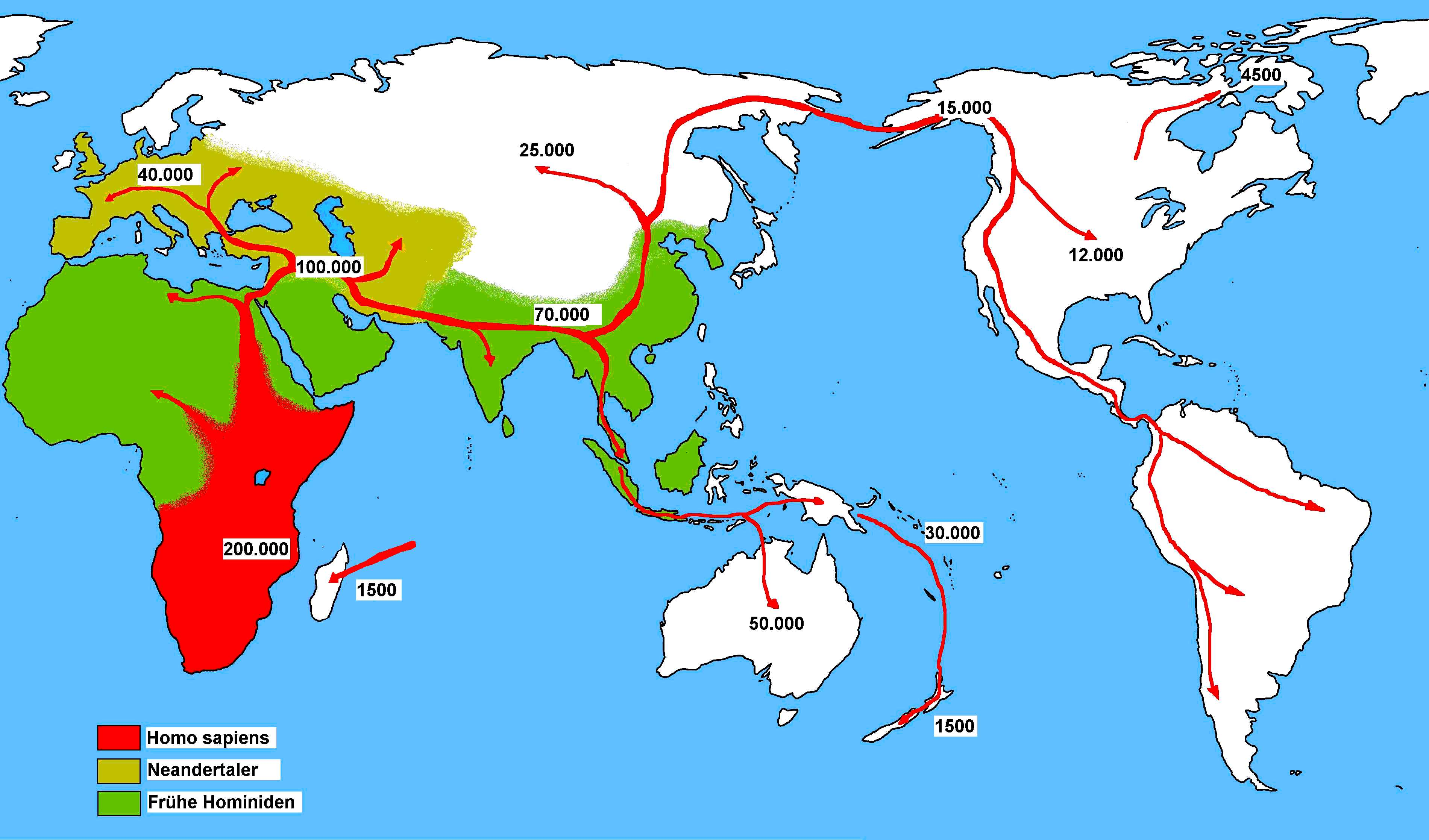
Le origini africane e la diffusione della specie umana

Intorno al 16.000 a.C. dalle colline del Mar Rosso agli altopiani dell'attuale Etiopia il sostentamento era prevalentemente dovuto alla raccolta di noci, erbe e tuberi; la raccolta dei cereali selvatici risale al periodo compreso tra 13.000 e 11.000 a.C.; Tra 10.000 e 8000 a.C. iniziò nel nord-est dell'Africa la coltivazione del grano e dell'orzo e l'allevamento delle pecore e bovini; entrambe le abilità furono importate dal sud-ovest asiatico.
L'avvento dell'agricoltura e dell'allevamento portò, nell'Olocene iniziale e medio (ca. 7000-1000 a.C.), alla nascita di popolazioni e culture di agricoltori sedentari lungo la valle del Nilo, nel Sahel e sugli altopiani etiopici e dell'Africa orientale ed allevatori, prevalentemente nomadi, nelle regioni dell'Africa settentrionale, nord-orientale ed orientale; contemporaneamente, in gran parte dell'Africa subsahariana, perdurava la prevalenza di società ancora basate sulla caccia.

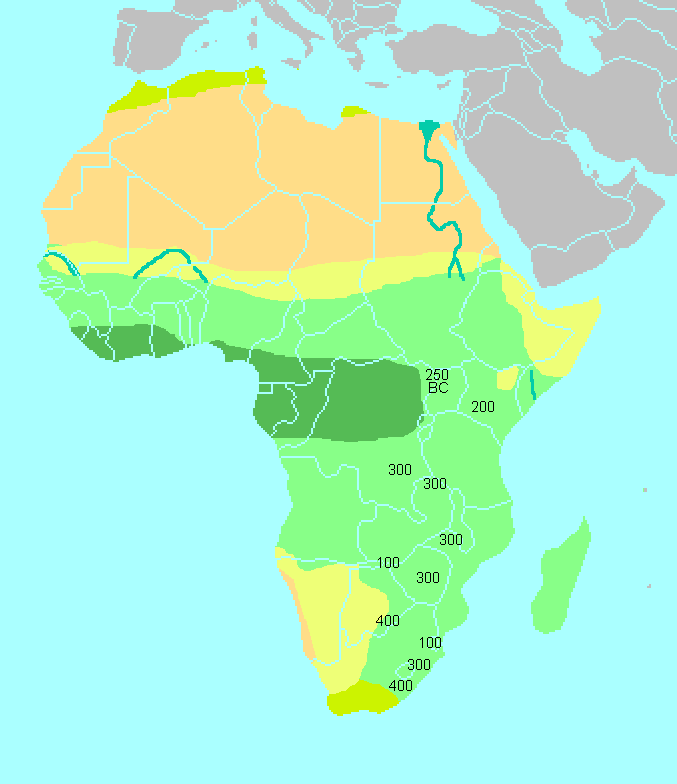
Mappa dei ritrovamenti dell'età del ferro nell'Africa orientale e meridionale, risalenti all'espansione Bantu, all'inizio del I millennio a.C.

### La scoperta dei metalli
Nell'Olocene medio e tardo (ca. 4000 a.C. - 1000 d.C.) emergono dapprima nell'Africa nord-orientale e successivamente in altre regioni del continente società gerarchicamente complesse che hanno favorito la diffusione dei commerci e degli scambi culturali con altre antiche civiltà, specialmente con il Medio Oriente. Le più antiche tracce di lavorazioni dei metalli in Africa sono state individuate in Egitto, nel sito di Naqada (4000-3200 a.C. circa), con il ritrovamento di asce piatte, ceselli, coltelli con manico in osso e spille in rame. Anche l'età del bronzo nel continente inizia sempre in Egitto, nel periodo protodinastico, circa nel 3150 a.C. mentre, in molte parti dell'Africa subsahariana, al neolitico è seguito direttamente l'età del ferro.
Gli abitanti di Termit, nel Niger orientale, furono i primi a padroneggiare la metallurgia del ferro nell'Africa occidentale e tra i primi al mondo, intorno al 1500 a.C. La lavorazione del ferro e del rame continuò poi a diffondersi verso sud attraverso il continente, arrivando fino al capo di Buona Speranza intorno al 200 d.C. La diffusione dell'uso del ferro apportò un radicale cambiamento alle comunità agricole di lingua bantu che lo adottarono, consentendo loro di scacciare e assorbire le comunità di cacciatori-raccoglitori, che utilizzavano ancora gli utensili in pietra, e che incontravano durante la loro espansione alla ricerca di aree più vaste di savana da coltivare.
I popoli di lingua Bantu tecnologicamente superiori, si estesero su tutta l'Africa meridionale diventando ricchi e potenti, e producendo in grande quantità il ferro per fabbricare utensili ed armi.
La tecnologia del ferro in Nord Africa appare all'inizio del I millennio a.C.. Da qui si è subito propagata alle zone saheliane Verso il 500 a.C. si trovano segni di lavorazione del ferro in Africa Occidentale e oggetti in rame provenienti dall'Egitto, il Nord Africa e la Nubia che suggeriscono che la tratta commerciale trans-sahariana fosse già una realtà cinque secoli prima dell'era moderna.

## Antiche civiltà
La storia più antica del Nord Africa è indissolubilmente legata a quella del Vicino Oriente antico - questo è particolarmente vero per l'Egitto e la Nubia - al mondo greco-ellenistico e, successivamente, a quello romano.
Nel Corno d'Africa il Regno Axumita, che ha governato la moderna Eritrea, Etiopia settentrionale e la zona costiera della parte occidentale della penisola arabica, grazie alla sua favorevole posizione, fu profondamente coinvolto nei commerci tra l'India e il Mediterraneo orientale. Il Paese di Punt, che si ritiene si trovasse nella zona corrispondente all'attuale Somalia, Gibuti ed Eritrea, era un partner commerciale dell'Antico Egitto e della penisola arabica.
In tutto questo periodo che precedette l'esplorazione europea, pur non mancando le eccezioni, le restanti zone dell'Africa subsahariana si svilupparono tendenzialmente autonomamente.

### Antico Egitto

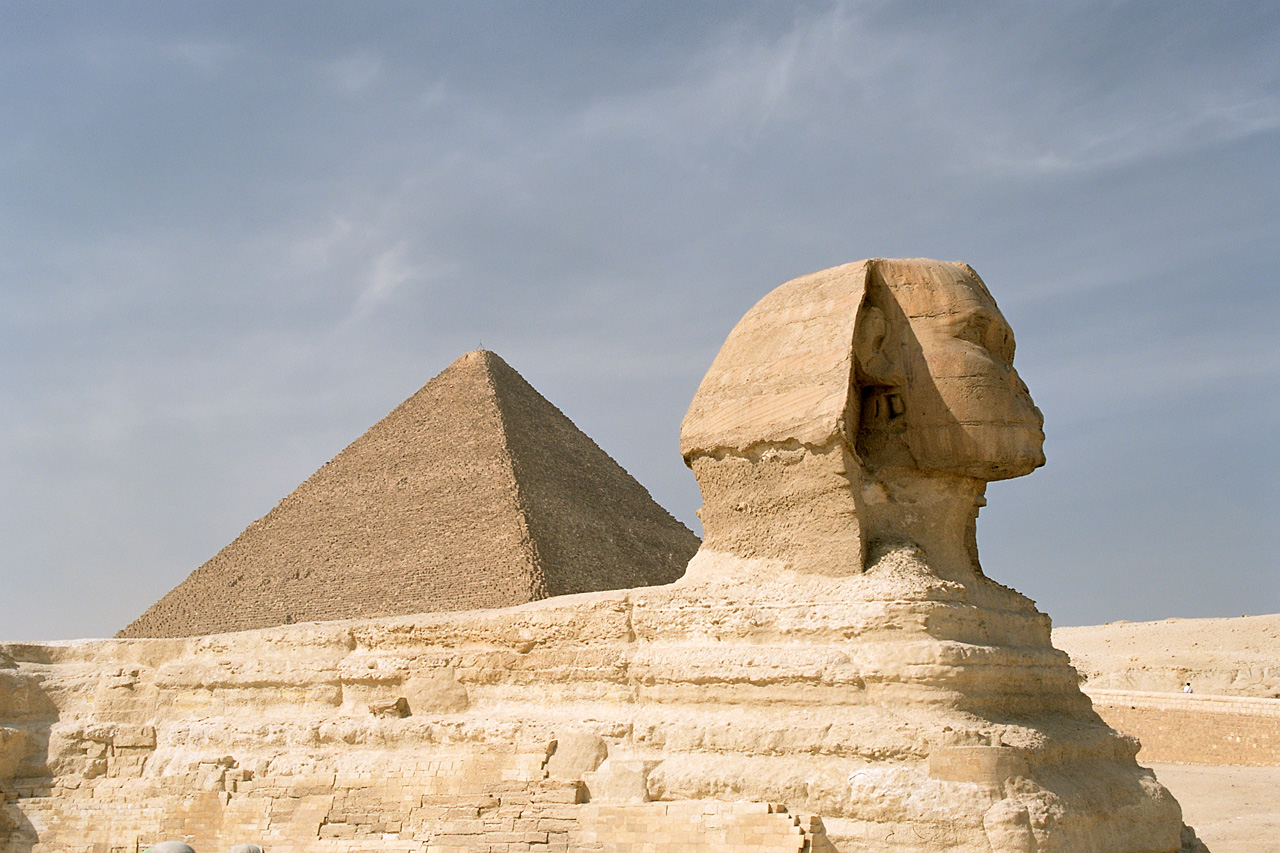
La Sfinge di Giza, sullo sfondo la Piramide di Cheope

Il Nord Africa, compreso quello che oggi è il deserto più grande del mondo, è stato la culla di varie culture di cacciatori-raccoglitori durante tutto il neolitico. Questi gruppi umani hanno sviluppato tecnologie complesse, come la produzione di ceramiche e la lavorazione dei metalli, e hanno adottato a poco a poco l'agricoltura. Con la desertificazione della regione, le popolazioni si sono spostate e, nella valle del Nilo, hanno messo le basi per la nascita della grande civiltà egiziana e, più a sud, di quella nubiana.
L'Egitto, in particolare, ha una storia lunghissima, risalente ad oltre 3 millenni prima di Cristo. La valle del Nilo forma da sempre un'unità geografica ed economica, circondata com'è da deserti ad est ed ad ovest, al nord dal mare ed a sud dalle cateratte del Nilo.
Lo storico greco Erodoto (V secolo a.C.) definì l'Egitto "un dono del Nilo", alludendo al fatto che la maggior parte del territorio egiziano è desertica e solo lungo la valle e il delta del grande fiume, oltre che nelle oasi, è possibile l'insediamento umano. Lungo il Nilo, le periodiche piene hanno consentito sin dall'antichità l'irrigazione delle terre e lo sviluppo dell'agricoltura, ponendo così le basi della luminosa civiltà egizia.

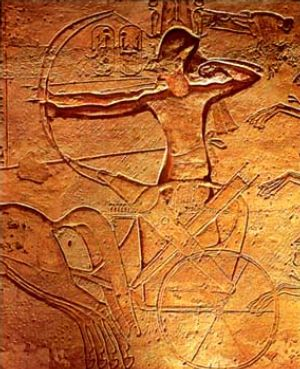
Battaglia di Qadesh. Rilievo da Abu Simbel

La necessità di avere una singola autorità che gestisse le acque del Nilo portò alla creazione di uno dei primi Stati della storia del mondo, intorno al 4000 a.C., ma forse anche prima. Questa esigenza fece sì che le tribù nilotiche imparassero a vivere assieme sotto l'autorità di capi villaggio (detti, poi, dai Greci nomarchi).
Attraverso alterne vicende, sviluppatesi per circa mille anni, i nomarchi scontrandosi ed alleandosi tra loro dettero infine forma a due Regni, l'Alto Egitto al sud ed il Basso Egitto al nord, che vennero unificati in uno solo da Narmer, considerato il fondatore della I dinastia, cui seguirono numerose altre dinastie.
L'Antico Egitto raggiunse il suo culmine nella seconda metà del II millennio a.C. con i sovrani del Nuovo Regno. Quando, infine, l'Egitto fu sottomesso dai Persiani, non riuscì più a liberarsi dal dominio straniero per 2.300 anni.
Un importante periodo di rinascita della cultura e influenza egiziana, nonostante la perdita dell'indipendenza, è certamente quello relativo alla dinastia dei Tolomei (323-30 a.C.), i sovrani di origine macedone insediatisi nel paese dopo la sua conquista da parte di Alessandro Magno nel 332 a.C. Alessandria d'Egitto, la nuova capitale, divenne infatti il principale centro culturale del Mediterraneo e il suo prestigio sopravvisse alla dominazione romana (30 a.C. – 393 d.C.) e a quella bizantina (395-639 d.C.).
Nel passato si vedeva la civiltà egiziana come un'espressione della cultura mediterranea e appartenente al mondo occidentale. Oggi, dopo i risultati di ricerche storiche e linguistiche, si riconosce che il problema è ben più complesso. L'Egitto dei faraoni ha avuto intensi contatti con l'Africa subsahariana, ne è stato addirittura colonizzato per vari decenni - tutti i faraoni della 25º dinastia erano nubiani -, e con Nubia ed Etiopia vi erano scambi fiorenti. Né vanno dimenticati i rapporti commerciali con l'Africa Occidentale. Molte delle scoperte scientifiche egiziane - specialmente nel campo matematico e astronomico - furono poi assorbite dalla cultura greca e ci paiono quindi familiari, ma vanno ascritte alla grande civiltà africana.

### Nubia

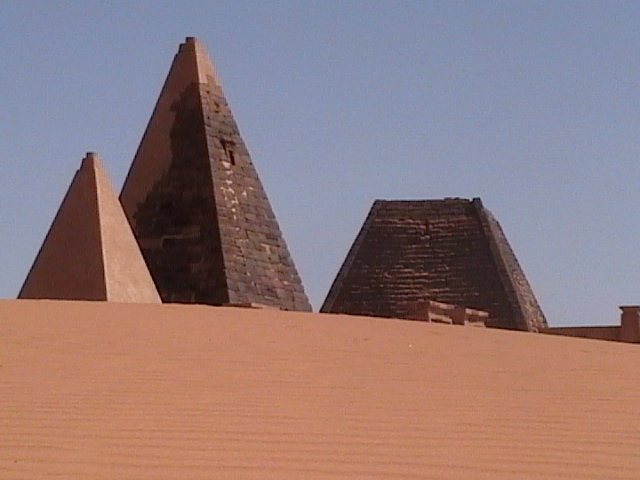
Piramidi nubiane a Meroe

Etimologicamente, il termine "Nubia" deriva dall'antico egizio "NWB", che significava "oro", essendo concentrata nella regione l'estrazione di gran parte del prezioso metallo, dai tempi più remoti fino ai primi secoli dell'era cristiana, tanto che, in età ellenistica, nel pieno deserto nubiano, accanto alle miniere maggiormente prolifiche sorse la città di Berenice Pancrisia, recentemente portata alla luce da una spedizione archeologica italiana (1989).
Non disponiamo di notizie certe del periodo protostorico della Nubia, se non da scarsi ritrovamenti archeologici. Nel periodo arcaico e nel periodo classico, è praticamente impossibile separare la civiltà nubiana da quella egizia, in quanto la Nubia fu più volte vassalla (ed - in certuni periodi - pure annessa al potente regno egizio). Fino al 280 a.C., addirittura, la scrittura nubiana era il geroglifico. Tutte le fonti storiche di cui disponiamo sul paese sono di provenienza egizia. Dai dati più recenti sembra emergere che, prima dell'avvento del regno unitario del faraone Narmer, l'Alto Egitto estendeva il suo territorio circa fino alla Terza Cateratta, quindi comprendente gran parte della Nubia classica e l'intero Dodecascheno.
Da sempre i faraoni tentarono direttamente o indirettamente di controllare le miniere e i commerci che transitavano attraverso la Nubia (una via delle spezie, che partiva dalla regione di Punt, localizzabile presso le attuali Somalia ed Eritrea, nonché dal Regno di Axum, nell'attuale Etiopia, raggiungeva l'Egitto attraverso la regione di Kush e la città nubiana di Kerma, nella Nubia a ridosso del confine egizio).
Intorno al 2600 a.C., preso a modello il regno egiziano, sorse il primo regno nubiano protokushita, il Regno di Kerma, che raggiungerà l'apice del suo splendore verso il 1800 a.C. con commerci diretti verso l'Arabia (forse verso la città di Ubar, nell'Oman), verso l'Africa interna, verso l'Egitto e verso i nomadi degli attuali stati del Ciad, Niger e Mali. Nubiani erano anche gran parte dei mercenari che combattevano nelle file dell'esercito egizio, assieme a Siriani, Garamanti ed a Libici. Frequenti furono le spedizioni militari egizie nel corso dell'Antico Regno e Kerma si trovò più volte invasa dalle armate egizie all'epoca della fine dell'Antico Regno stesso. In questo periodo sono anche attestati i rapporti commerciali tra Kerma e i vicini Regni sudarabici (il Regno di Saba in primis), insediati nell'attuale Yemen.
Con l'avvento del Medio Regno in Egitto, riprese l'espansionismo faraonico verso meridione e Kerma divenne uno Stato vassallo. Ma, alla caduta del Medio Regno, il Regno di Kerma iniziò ad espandersi verso settentrione, arrivando a controllare il territorio egizio fino alla città di Syene (l'attuale Assuan).
La nascita del Nuovo Regno dell'Egitto segnò la fine del Regno di Kerma, che venne annesso definitivamente al regno egizio. Thutmose I completò, infatti, la conquista della Nubia nel 1520 a.C., spostando il confine meridionale del regno egiziano alla Quinta cataratta sul Nilo.
Il vuoto di potere in Nubia non durò, però, a lungo, in quanto iniziò ad affermarsi il regno di Kush. La parabola ascendente dei Kushiti inizia attorno al 2100 a.C., in una zona dell'Alto Nilo al riparo dalle mire espansionistiche degli Egizi. Attorno al 1700 a.C., Kush annetté un'intera regione situata all'incirca presso le attuali città di Dongola e di Atbara nell'odierno Sudan. Nel 1580 a.C. l'Egitto invase una prima volta Kush. Finché l'Egitto fu potente, Kush si espanse unicamente verso meridione, anche se non sono tuttora noti i suoi confini in queste regioni. Addirittura alcuni ipotizzano che potessero comprendere il corso del Bahr al-Jebel nella conca paludosa del Sud, il Bahr al-Ghazal e le attuali regioni del Kurdufan e del Darfur. All'inesorabile e lento declino dell'Egitto, corrispose un'affermazione progressiva di Kush. Già nel 1320 a.C. inizia l'espansione verso settentrione, nell'attuale regione egiziana di Abu Simbel. Ma, verso il 1000 a.C., venne raggiunta la zona di File e di Elefantina. La piena indipendenza dall'Egitto venne conquistata nel 784 a.C. I commerci erano molto fiorenti, tanto che alcuni storici sono portati a ritenere che il biblico territorio di Ofir, sede delle Miniere di re Salomone, corrispondesse proprio alla regione di Kush.

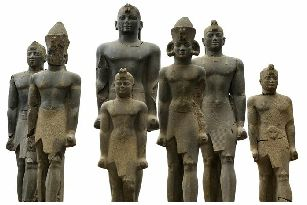
Faraoni nubiani

Addirittura la XXV dinastia egizia (la "Dinastia dei Faraoni Neri"), che regnò dal 762 a.C. al 656 a.C., quando fu abbattuta dall'invasione degli Assiri, era nubiana d'origine. Infatti, il re kushita Kashta (821 a.C.-759 a.C.), figlio di un alto sacerdote tebano esule nel 951 a.C. presso Kush, (i sacerdoti tebani furono cacciati dai faraoni d'origine libica), approfittando dell'anarchia imperante in Egitto, invase il paese e si fece incoronare faraone a Menfi. Suo figlio Piankhi (783 a.C.-714 a.C.), eliminò progressivamente tutti i pretendenti al trono. Fu l'apogeo del regno kushita. I suoi successori infatti non furono molto abili. Le continue scaramucce di confine tra Egitto ed il potente Impero Assiro, lungo il Torrente d'Egitto (attuale fiume al-ʿArīsh), fecero precipitare la situazione. Il re assiro Assurbanipal (691 a.C. - 627 a.C.) rase al suolo Tebe (671 a.C.) e sconfisse ripetutamente l'armata egiziana. Il faraone Tenutamon nel 656 a.C. fu costretto ad abbandonare definitivamente l'Egitto e a rifugiarsi nella natale Nubia.
I rapporti tra Nubia ed Egitto, progressivamente, declinarono, sebbene nel 591 a.C. l'Egitto occupò militarmente per breve tempo la Nubia fino a Napata. Per prevenire ulteriori attacchi kushiti, i faraoni stanziarono sul confine meridionale gli Ebrei filoegizi che fuggirono da Gerusalemme l'8 luglio 587 a.C., prima della caduta in mano dei Babilonesi di re Nabucodonosor (634 a.C. - 562 a.C.), in seguito alla rivolta del re Sedecia (654 a.C. - 586 a.C.).
Un tentativo fallito d'invasione della Nubia avvenne, invece, verso il 523 a.C. ad opera dei Persiani. Nel frattempo, i kushiti ritennero maggiormente sicura la posizione di Meroe come capitale in sostituzione di Napata, troppo esposta alle incursioni dall'Egitto. Il re Harsiotef (427 a.C.-369 a.C.) fu l'ultimo ad utilizzare l'alfabeto egizio. I suoi successori iniziarono ad adottare il meroitico, oramai largamente diffuso a livello popolare. Il trasferimento della capitale fu concluso da re Arkekamani, attorno al 265 a.C. Nel frattempo, i rapporti con l'Egitto caduto prima sotto il dominio persiano (525 a.C.-332 a.C.) divennero più ridotti.
I rapporti commerciali con i Tolomei furono invece buoni. Molto meno, all'inizio, furono invece i rapporti coi Romani, tanto che nel 24 a.C. un'incursione meroitica della regina candace provocò una situazione di guerra: un'orda nubiana si spinse sino a File e saccheggiò il tempio di Iside e ne riportò a Meroe alcune statue di Augusto, che gli archeologi hanno ritrovato recentemente. I Romani ricacciarono gli invasori verso sud fino a Napata che distrussero. La candace chiese e ottenne di trattare direttamente con Ottaviano e ottenne di segnare il confine tra Roma e Meroe a Maharraka nel 22 a.C.. Il patto di pace coi Meroiti tenne fino al 270.
I rapporti tra l'Impero Romano e i Nubiani furono ottimi. Due centurioni compirono addirittura nel 66 un viaggio esplorativo alla ricerca delle sorgenti del Nilo (che dissero nascere da due alte montagne, probabilmente nella regione del Bahr al-Ghazal o forse addirittura nell'Uganda).
Nel 395 l'Impero romano d'Oriente ereditò l'Egitto e fece costruire numerose fortezze confinarie in Nubia, quale quella di Ikhmindi ma senza particolari conflitti. Anche coi Bizantini furono buone le relazioni diplomatiche, tanto più che, nel frattempo, la Nubia era divenuta cristiana proprio per la sua vicinanza all'Egitto (280 - 310). Da quegli anni, tuttavia, il regno di Kush divenne vassallo del meridionale regno di Axum. Re Ezana III di Axum (294 - 356), convertitosi al cristianesimo (323), represse una rivolta cancellando definitivamente il regno di Kush nel 352.
Il cristianesimo ("Chiesa delle cateratte") sopravvisse fino al 1317 nella Nubia, quando oramai l'Egitto era stato islamizzato da secoli. Sulle ceneri del Regno Kushita sorse, nel 580 il regno cristiano di Makuria, che resistette all'islamizzazione assai tenacemente fino al 1272.

### Cartagine

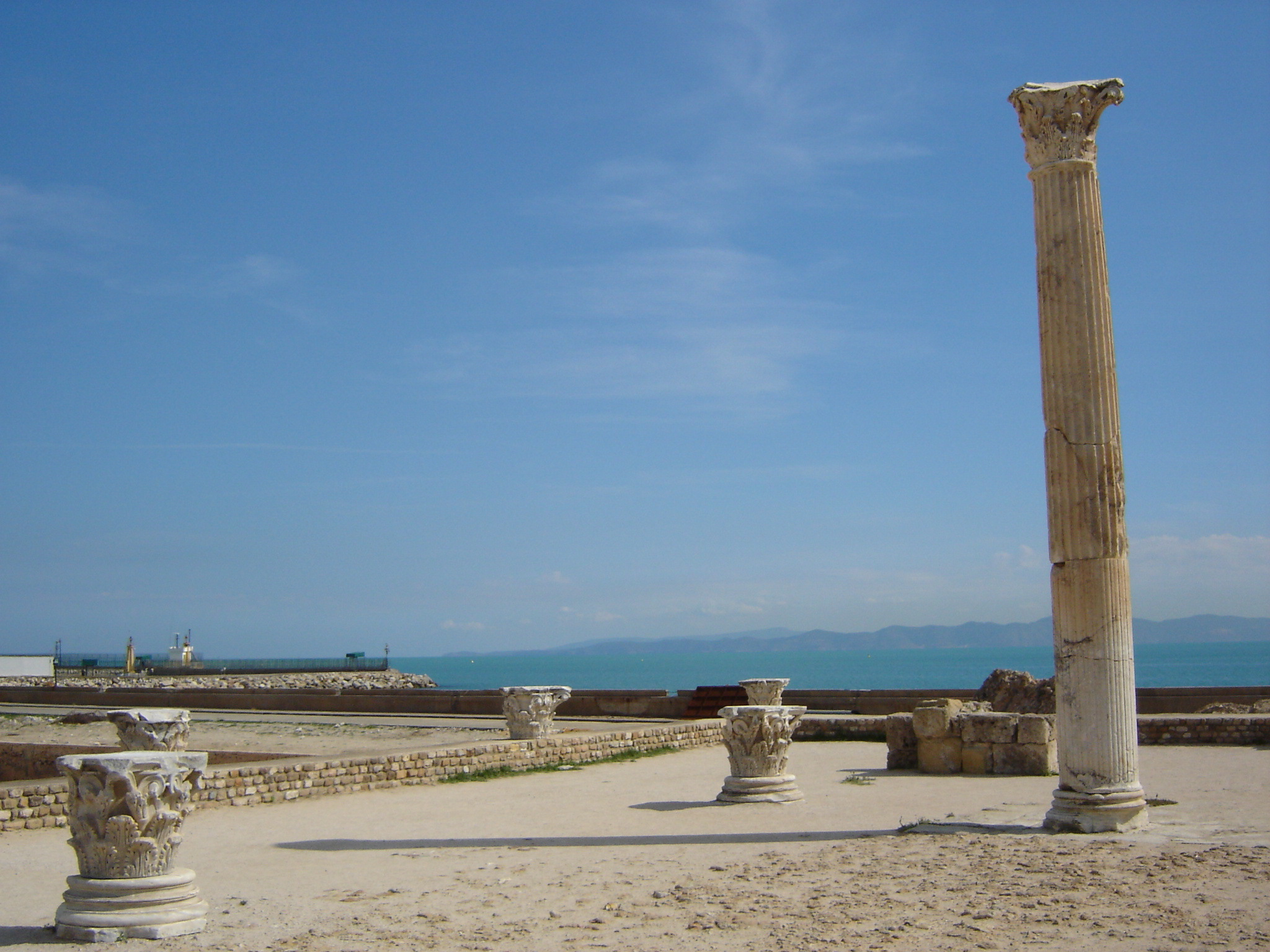
Cartagine oggi

I fenici fondarono varie colonie lungo tutta la costa mediterranea dell'Africa, normalmente ad un giorno di navigazione una dall'altra, già prima dell'anno 1000 a.C.. Alcune di queste, come Cartagine fondata sulle coste dell'attuale Tunisia, diventarono città autonome e addirittura stati nazione con un vasto raggio di controllo nel Mediterraneo.
Secondo lo storico greco Timeo, la fondazione di Cartagine risalirebbe all'814 a.C. (l'826 a.C. per Giuseppe Flavio). Cartagine venne fondata da coloni fenici provenienti dalla città di Tiro. Numerosi sono i miti relativi alla fondazione, che sono sopravvissuti attraverso le letterature greca e latina.
Durante il VI secolo a.C., Cartagine cominciò ad acquisire il dominio dell'area del Mediterraneo occidentale. Mercanti ed esploratori costruirono una vasta rete di commerci che portarono una grande prosperità e un largo potere alla città-stato. Si tramanda che già all'inizio del VI secolo a.C. Annone il navigatore si sia spinto lungo la costa dell'Africa fino alla Sierra Leone; contemporaneamente sotto la guida di Malco, la città iniziò la conquista sistematica delle regioni costiere dell'Africa e del suo interno.

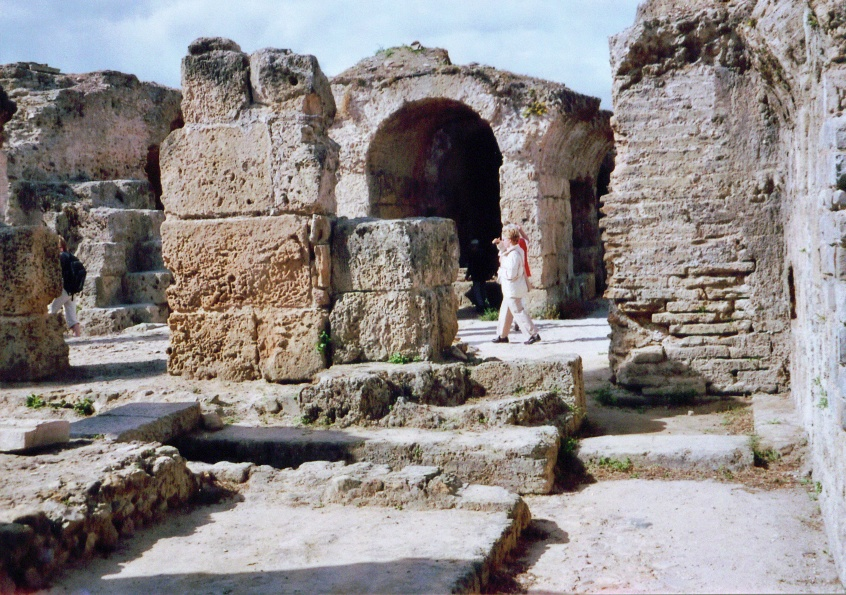
Rovine di Cartagine.

All'inizio del V secolo a.C., Cartagine era il più importante centro commerciale della regione, una posizione che avrebbe mantenuto fino alla sua caduta per mano romana. La città-stato aveva conquistato i territori delle antiche colonie fenicie (Adrumeto, Utica, Kerkouane...) e le tribù libiche, allargando la sua dominazione su tutta la costa dell'Africa dall'odierno Marocco ai confini dell'Egitto. La sua influenza si allargava inoltre nel Mar Mediterraneo con il controllo di limitate aree costiere dell'isola di Sardegna, di Malta, delle isole Baleari e la parte occidentale della Sicilia. Erano state stabilite colonie anche in Spagna. In tutto il Mediterraneo occidentale resistevano all'imperialismo commerciale cartaginese solo Marsiglia (colonia greca focese), le colonie greche della costa italiana ed i commercianti etruschi, che a malapena mantenevano il controllo delle coste italiane del Mar Tirreno e lottavano per la Corsica.
Particolarmente lungo e cruento fu lo scontro che contrappose i Cartaginesi ed i Greci per il controllo del Mediterraneo occidentale ed in particolare della Sicilia tra il 600 a.C. ed il 265 a.C., le cosiddette guerre greco-puniche. Di fatto furono le guerre tra Cartagine e Siracusa, visto che le due città rimasero, uniche non espugnate, a contendersi l'egemonia sull'isola sino al 265 a.C., anno dell'arrivo dei Romani.
Con l'avvento di Roma sullo scenario del Mediterraneo occidentale, iniziò quella serie di tre guerre combattute tra il III e II secolo a.C. conosciute come puniche in quanto i romani chiamavano punici i Cartaginesi. La terza e ultima guerra si concluse con il porto cartaginese bruciato e la città rasa al suolo.
Il sito era però troppo ben scelto perché rimanesse disabitato a lungo e una nuova città nacque e crebbe diventando la seconda città nella parte occidentale dell'Impero romano e la città principale della provincia romana "Africa".
Con l'avvento del cristianesimo, la nuova Cartagine divenne un centro di primaria importanza della nuova fede tanto da essere scelta come sede per un concilio a cui parteciparono non meno di settanta Vescovi e vide la presenza importante di sant'Agostino di Ippona.
Nel 439 Cartagine e le città vicine furono conquistate da Genserico re dei Vandali che sconfisse la guarnigione romana facendo di Cartagine la sua capitale fino alla caduta del regno per mano dei Bizantini nel VI secolo.

### Colonie greche in Africa (Pentapoli)

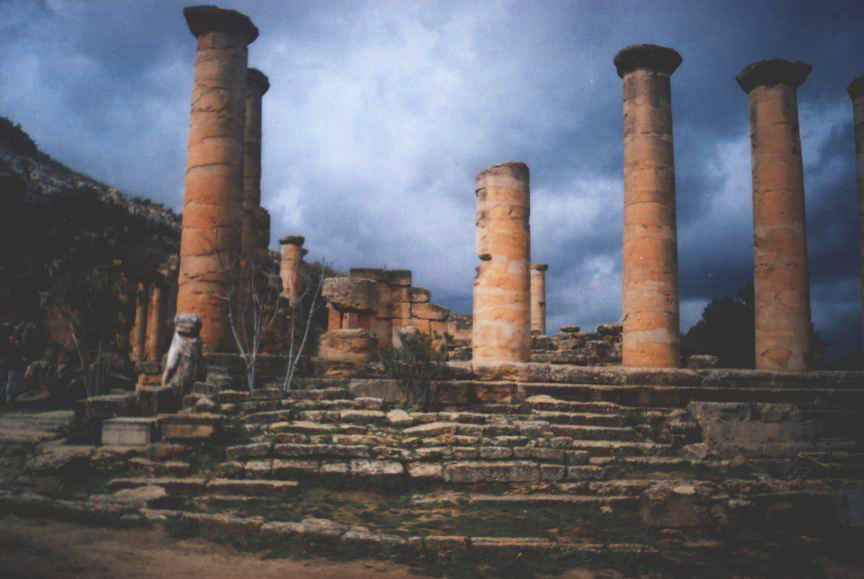
Le rovine di Cirene

La regione compresa tra l'Egitto e la Numidia che sconfinava nel deserto del Sahara, in tempi classici, si componeva di cinque città di origine greca che formavano la cosiddetta Pentapoli: la capitale Cirene (presso l'attuale villaggio di Shahhat) con il suo porto di Apollonia (oggi Marsa Susa), Balagrae (odierna Al Bayda), Arsinoe (Tocra), Berenice (odierna Bengasi) e Barca (odierna Al Marj).
Questa zona, che comprende al proprio interno un altopiano fertile e coltivato, era nota nell'antichità per la produzione di una pianta (oggi apparentemente estinta) dalle molteplici qualità: il silfio.
Cirene fu fondata intorno al 630 a.C. dai dori (greci). Primo a governare la città fu Aristotele Batto, i cui discendenti mantennero il potere per ben otto generazioni, fino al 440 a.C..
Accettando l'influenza della Persia, con cui si alleò nel VI secolo a.C., Cirene conobbe grande prosperità in particolare sotto Batto IV il cui regno durò quarant'anni (514-470 a.C.). L'ultimo discendente di Aristotele Batto fu Arcesilao IV (celebre per una vittoria, ai giochi pitici di Delfi nel 462 nella corsa delle bighe, celebrata da Pindaro) che divenne re nel 470 a.C. e venne successivamente assassinato durante una guerra civile. Con la fine della monarchia di Arcesilao, Cirene fu riorganizzata in una democrazia che sopravvisse fino all'era ellenistica. Quando Alessandro si fermò nell'Oasi di Siwa, una delegazione di Cirenei fece atto di sottomissione al re macedone, che comunque non si interessò della regione.

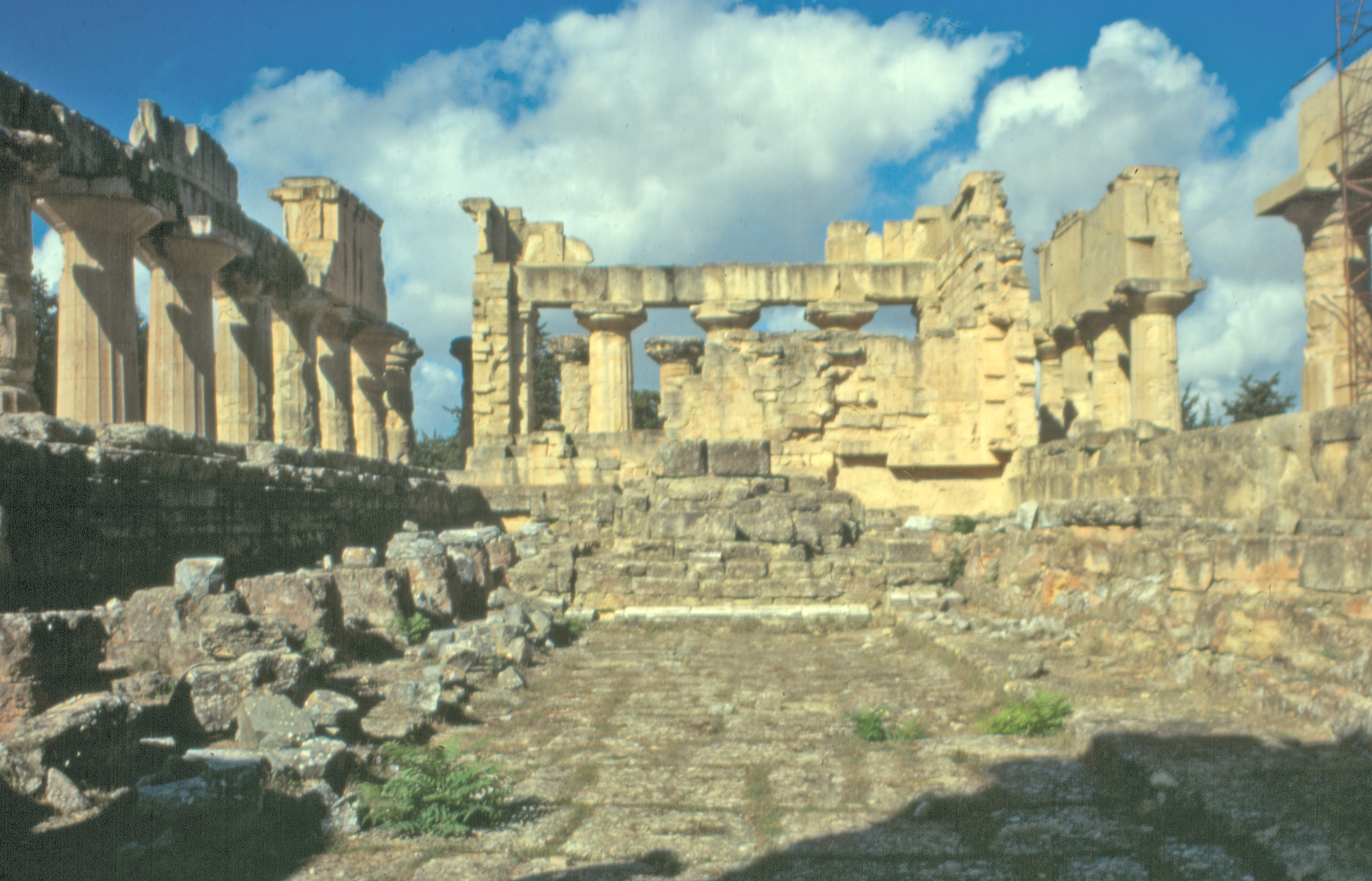
Il tempio di Zeus a Cirene

La Cirenaica, pur conoscendo qualche periodo di indipendenza, passò poi sotto il controllo dei Tolomei. Fu in seguito separata dal resto dell'Egitto a opera di Tolomeo VIII che la cedette al figlio Tolomeo Apione. Morto quest'ultimo senza eredi, la regione fu lasciata in eredità a Roma nel 96 a.C. e, nel 74 a.C., fu elevata, insieme a Creta, al rango di provincia romana.
Dal punto di vista culturale nel III secolo a.C. operarono in quest'area i cosiddetti filosofi cirenaici, tra cui ebbe un ruolo preminente Aristippo, e così la città di Cirene fu soprannominata "Atene d'Africa". Nello stesso periodo Cirene diede anche i natali al poeta Callimaco (310 a.C.) ed al geografo e astronomo Eratostene (276 a.C.).
In epoca paleocristiana, la Cirenaica fu uno dei centri di diffusione del Cristianesimo copto. Secondo la tradizione copta lo stesso San Marco Evangelista, capostipite della Chiesa d'Egitto, nacque in una delle città dell'antica Pentapoli da una famiglia di origine ebraica, anche se il suo luogo di nascita è più frequentemente individuato in Palestina.
Di Cirene, o di una località limitrofa della Cirenaica, sarebbe stato originario Simone, detto "il Cireneo" cioè colui che durante il calvario fu obbligato dai soldati romani a prendere su di sé la Croce e portarla al posto di Gesù (Mt 27,32; Mc 15,21; Lc 23,26) e di cui fu scoperto il sepolcro presso Gerusalemme.
Sicuramente però il cristianesimo giunse nella Pentapoli dal vicino Egitto ed ancora oggi la Chiesa d'Egitto la include sotto la sua giurisdizione.
Un terribile terremoto, nel 365, si abbatté su tutta la Cirenaica facendo ingenti danni, specialmente nella città di Apollonia e Cirene. In seguito a ciò fu Tolemaide, meno danneggiata delle altre città della Pentapoli, a diventare capitale della Libya Superior romana.
Le incursioni barbariche della tarda antichità classica accelerarono il declino di queste città, Cirene fu definitivamente abbandonata ai nomadi laguatani nel 410 e non fu più riconquistata dall'impero romano, neppure durante la cosiddetta Ananeosis (Ἀνανέωσις), cioè la rinascita della Cirenaica, voluta dall'imperatore Giustiniano.

### Regni berberi

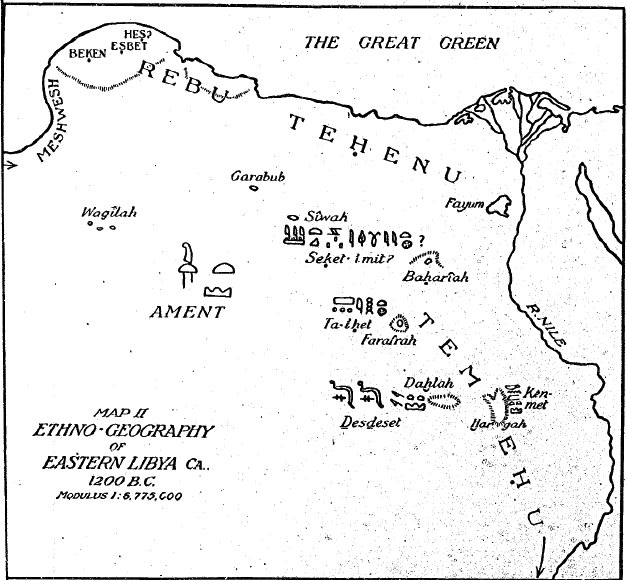
Popolazioni berbere citate da fonti egizie

Per quanto se ne sa, i Berberi sono un popolo indigeno del Nord-Africa.
I fossili umani paleolitici affini ai Berberi propriamente detti, sono noti in paleo-antropologia con il nome di uomo di Mechta-Afalou, una variante del paleo-europoide del tipo di Cro-Magnon databile intorno al 20.000 a.C.
Nell'antichità le popolazioni nordafricane erano note sotto varie denominazioni: gli antichi egizi conoscevano i ṯḥnw (nominati dal "Re Scorpione" di età predinastica, intorno al 3000 a.C.), i ṯmḥw, i Rbw (probabilmente da leggere Libu, "Libi"), i mšwš. Capi dei mšwš divennero addirittura faraoni intorno al 1000 a.C.. Nello spirito di riscoperta delle proprie tradizioni che anima da alcuni decenni alcuni intellettuali berberi, molti Berberi oggi fanno iniziare il loro calendario dal 950 a.C., approssimativa data di ascesa al trono di Sheshonq I, iniziatore della XXII dinastia, anche se probabilmente era già libica anche la dinastia precedente.
In epoca successiva, molti nomi di popoli e tribù ci giungono da storici greci e latini, a partire da Erodoto.

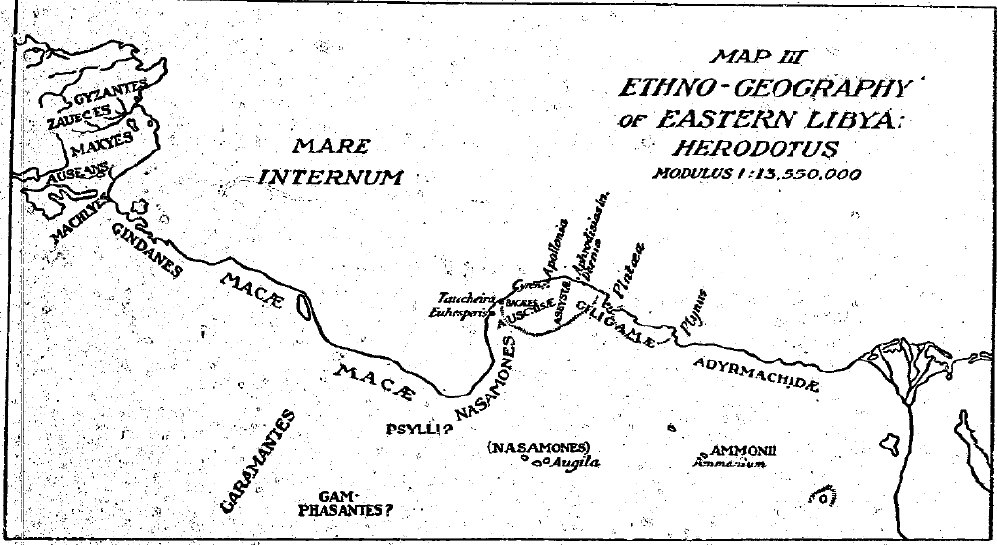
Popolazioni berbere citate da Erodoto

In particolare, si ricordano i Libi nelle regioni più occidentali, i Numidi nella zona dell'attuale Algeria, i Mauri nell'attuale Marocco, mentre nell'interno vi erano soprattutto i Garamanti e i Getuli.
A partire dal I millennio a.C., il Nordafrica conobbe la colonizzazione di vari popoli. Da principio Fenici e Greci (Cartagine è fondata intorno all'814 a.C., Oea-Tripoli nel VII secolo a.C., Cirene intorno al 630 a.C.). In seguito fu il turno dei Romani, che contesero ai Cartaginesi la supremazia sulla regione.
Intorno al III secolo a.C. si cominciano ad avere notizie precise su veri e propri Stati berberi, con propri re e una propria organizzazione: i regni di Numidia e di Mauretania. A quest'epoca risalgono alcune figure celebri come Massinissa, Giugurta, Giuba II, ecc.
Dopo diverse vicende, che li videro sempre meno autonomi, i regni berberi persero definitivamente la loro indipendenza nel 40 d.C., sotto Caligola.
Durante la dominazione romana molti Berberi emersero nelle arti, nella politica e nella religione, esprimendosi nella lingua scritta del tempo: il latino. Vi furono così scrittori (da Terenzio a Marziano Capella, Frontone, Apuleio, o Tertulliano), santi cristiani (dai martiri scillitani a San Cipriano, San Vittore, Sant'Agostino e Santa Monica), papi (Vittore I, Melchiade, Gelasio I) e perfino alcuni imperatori (dal libico-punico Settimio Severo, fondatore di una dinastia, ai mauri Macrino e Emiliano).
Dopo essere rimasto per lungo tempo sotto la dominazione romana, il Nord Africa subì nel V secolo le invasioni dei Vandali di Genserico, che costituirono regni nordafricani, finché nel 534, una spedizione condotta da Belisario, inviata da Giustiniano lo riconquistò alla sovranità di Bisanzio.

### Zona dell'attuale Somalia

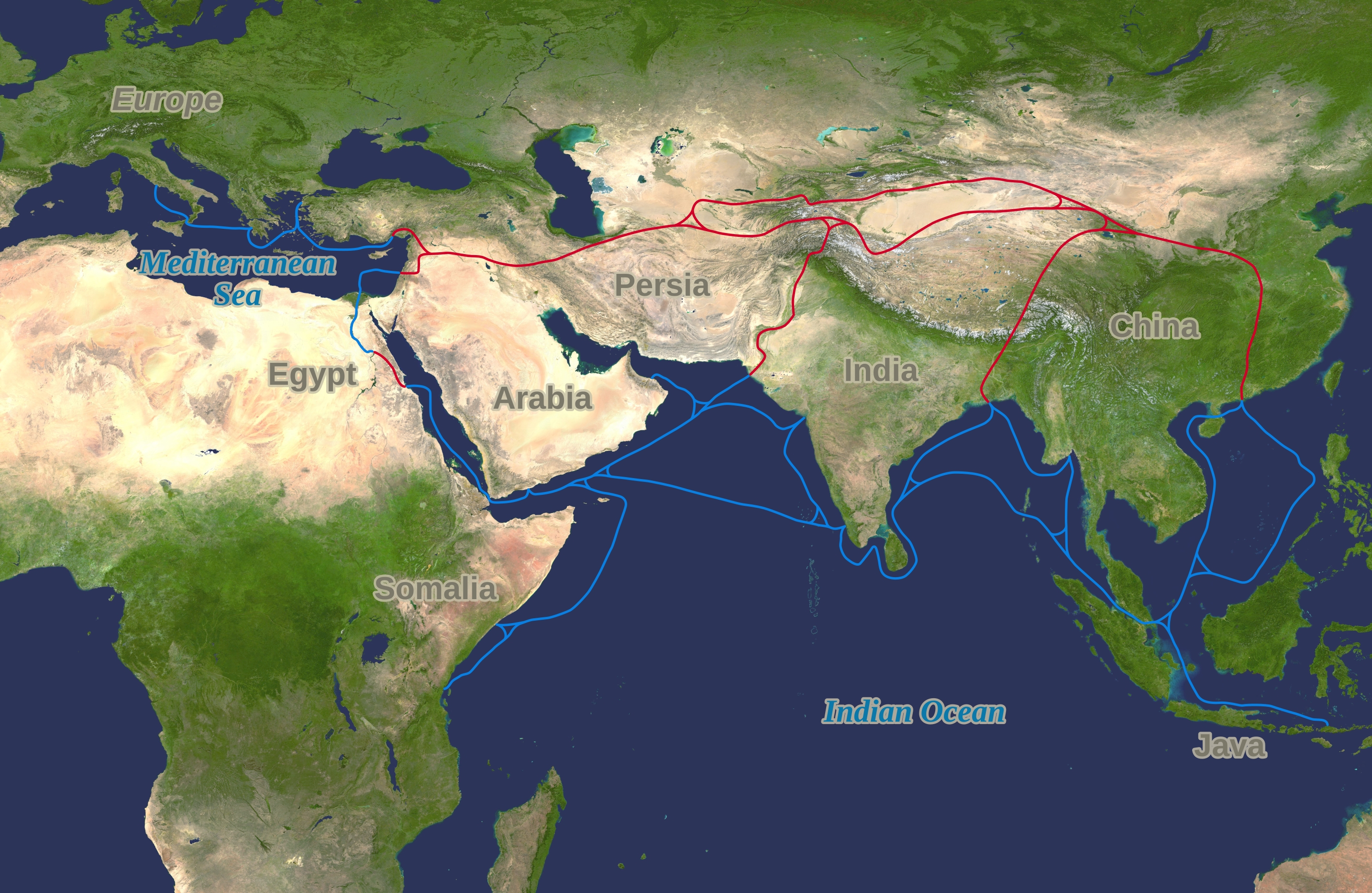
La Somalia era una delle tappe della via della seta che collegava l'Europa meridionale alla Cina.

Le prime testimonianze di insediamenti umani in Somalia risalgono al Paleolitico: esempi di pittura rupestre risalenti al IX millennio a.C. sono stati ritrovati nella parte settentrionale del Paese. I più famosi sono quelli ritrovati a Laas Gaal, dove si trovano alcune fra le più antiche testimonianze del continente africano, fra cui alcune iscrizioni non ancora decifrate. Durante l'età della pietra, si registrano varie testimonianze di più culture, fra cui la comunità di Hargheisa (perlopiù autoctona) e quella di Doia (probabilmente proveniente dal Nordafrica).
Sempre nel Paese sono state rintracciate le prime testimonianze, risalenti al IV millennio a.C., di sepoltura nel corno d'Africa. Gli utensili in pietra trovati nel sito archeologico di Jalelo, nel nord della Somalia, sono stati definiti "il più importante collegamento, considerando tutto il Paleolitico, fra Oriente e Occidente".
Ci sono poi varie testimonianze di edifici e altre costruzioni (strutture piramidali, tombe, rovine di città e muri di pietra), fra cui il Muro di Wargaade, che evidenziano l'esistenza di una civiltà piuttosto avanzata nella penisola somala (probabilmente riconducibile al leggendario Paese di Punt), la cui scrittura resta ancora oggi non decifrata e che aveva rapporti commerciali con l'antico Egitto e la civiltà micenea a partire perlomeno dal II millennio a.C.

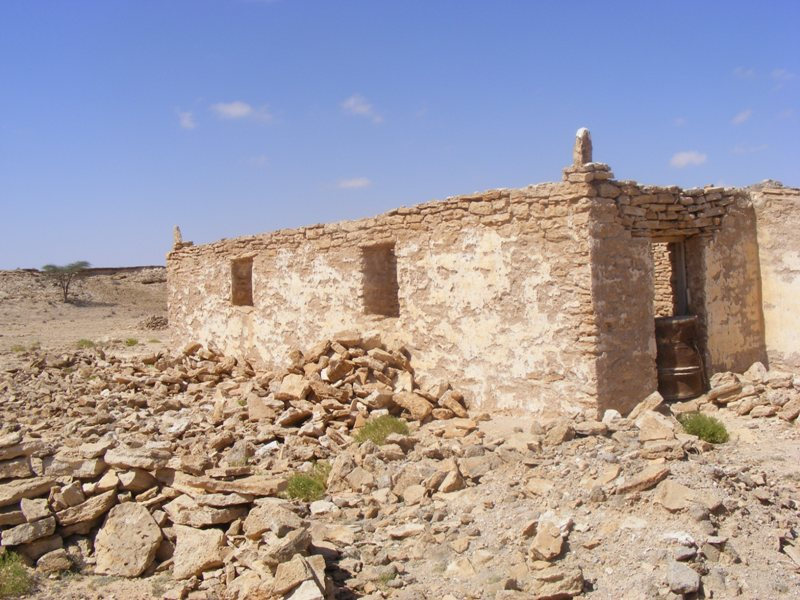
Le rovine di Qa'ableh.

I commercianti di Punt "commerciavano non solo la propria produzione di incenso, ebano e bovini dalle corna corte, ma anche merci delle regioni confinanti, compreso oro, avorio e pelli animali". Si ha inoltre testimonianza dell'addomesticamento del dromedario durante il III millennio a.C., da cui poi si è diffuso nell'antico Egitto e poi nel Nordafrica. Nel periodo classico, le città-stato di Mossilone, Opone, Malao, Mundus e Tabae svilupparono una lucrosa rete commerciale con i mercanti di Fenicia, Egitto, Grecia, Impero partico, Saba, Nabatea e Impero romano.
Dopo la conquista della Nabatea da parte dei Romani e l'instaurazione di una presenza navale ad Aden per combattere la pirateria, i mercanti arabi e somali impedirono alle navi indiane di entrare nei porti della penisola araba, mantenendo così il monopolio della tratta Mar Rosso-Mar Mediterraneo. Tuttavia, i mercanti indiani continuavano ad avere libero accesso ai porti somali, liberi dalle interferenze romane.
Per secoli, la cannella fu fra le merci più importate da Sri Lanka e Indonesia verso i porti arabi e somali, i cui mercanti poi la esportavano verso il Nordafrica, il Vicino Oriente e l'Europa con fortissimi ricarichi (concordati con i loro colleghi indiani e cinesi). La provenienza della spezia fu uno dei segreti meglio tenuti dai mercanti, al punto che Greci e Romani pensavano che provenisse dall'Arabia e dalla Somalia.

### Nord Africa romano

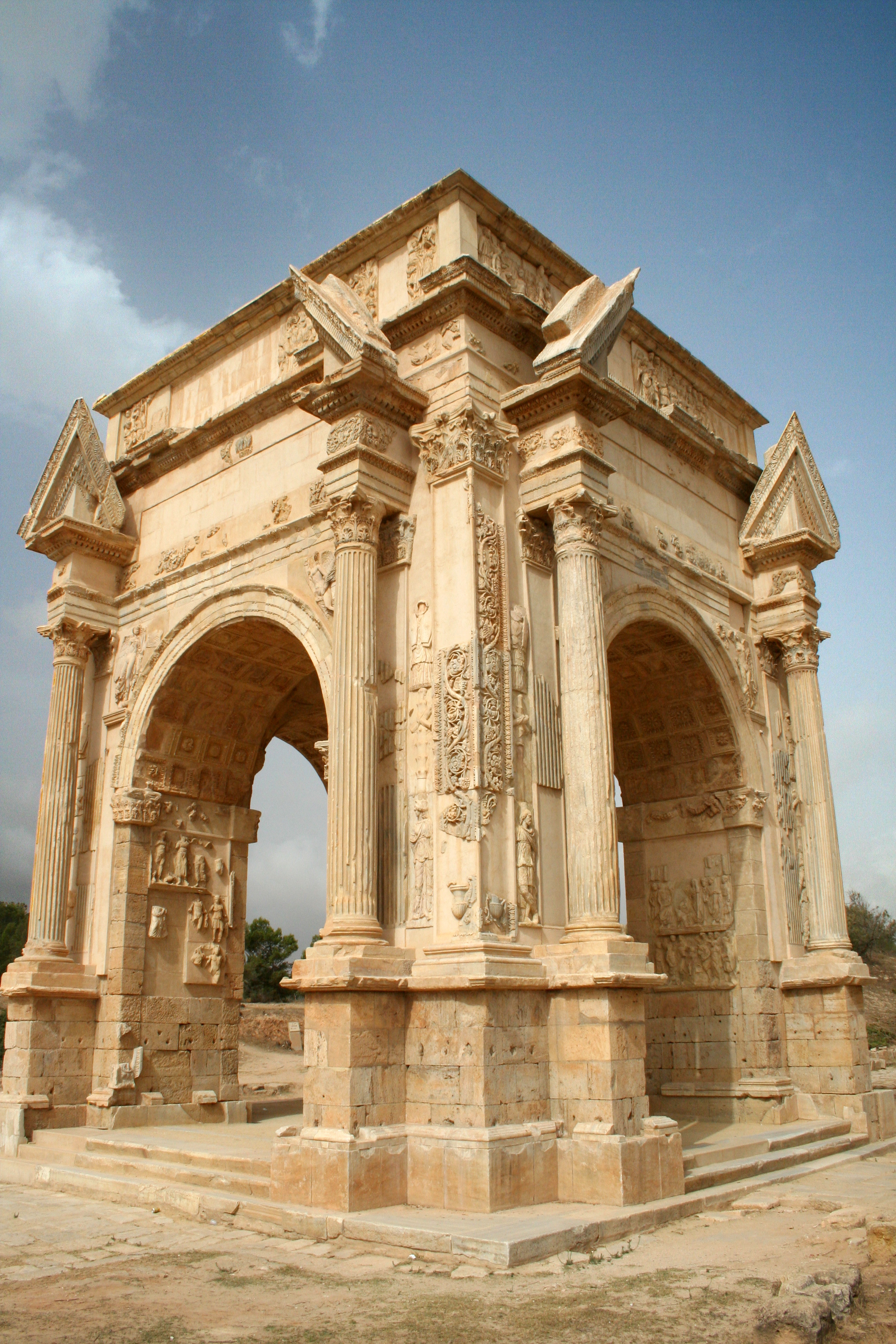
L'arco di Settimio Severo a Leptis Magna

Le potenze nordafricane caddero una dopo l'altra sotto il controllo dell'Impero romano che arrivò a controllare tutto il nord del continente sino alla Mauritania odierna. Spedizioni romane all'interno dell'Africa si infransero contro la barriera del Sahara. Tolomeo ci riferisce di spedizioni lungo il Nilo, sembra che i romani arrivarono fino al Lago Kyoga in Uganda, e sulle coste orientali. Da alcuni documenti si intuisce che l'esplorazione delle coste possa essere arriva poco oltre il Corno d'Africa.
La provincia romana d'Africa (in seguito anche Africa Proconsolare) corrispose inizialmente al territorio adiacente a Cartagine e si estese successivamente, a spese del regno di Numidia, lungo le coste del Maghreb, comprendendo i territori occupati oggi dalla Tunisia (ad esclusione della sua parte desertica), la costa orientale dell'Algeria e quella occidentale della Libia.

Il nome proviene con tutta probabilità da quello della tribù berbera indigena degli Afri, tramandato fino al giorno d'oggi come Africa a indicare l'intero continente nelle lingue europee e come Ifrīqiya a indicare in lingua araba l'attuale Tunisia.
Divenne provincia romana nel 146 a.C. al termine della terza guerra punica. Inizialmente la provincia d'Africa era circondata a ovest e a sud dal regno di Numidia, ma a seguito delle guerre giugurtine, iniziò l'annessione delle zone orientali e meridionali di questa nazione, che proseguì la sua esistenza ancora per qualche decennio, sia pure col ruolo, di fatto, di protettorato romano. Contemporaneamente, la città di Leptis Magna ricevette il privilegio della libertà per essersi schierata a fianco di Roma nei conflitti con la Numidia.

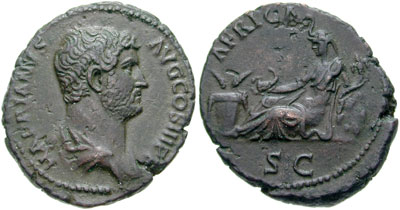
Moneta di Adriano per celebrare la provincia. L'Africa personificata indossa un copricapo a testa di elefante.

Successivamente ai periodi delle guerre civili romane, Cesare riprese l'azione, già intrapresa da Mario, di fondazione di colonie in Africa inviando veterani italici, gallici o africani, a fondare nuove città sulla costa africana. Si trattava dei centri di Cartagine (44 a.C.), Thabraca, Hippo Diarrhytus, Thuburbo Minor, Uthina (nei pressi di Cartagine), Clupea, Carpis, Curubis (45 a.C.) e Neapolis (in Tunisia). Questa politica gli permise di insediare i suoi veterani, ma anche di controllare le rotte di cabotaggio delle navi che trasportavano il grano africano, necessario per l'approvvigionamento di Roma.
Con l'avvento dell'Impero la stessa politica coloniale fu portata avanti da Ottaviano che riorganizzò anche l'amministrazione della provincia cercando di favorire un'ulteriore romanizzazione dell'area, processo che continuò, con alti e bassi, sotto gli imperatori successivi.
I periodi di turbolenza dell'epoca tardo imperiale non risparmiarono questa zona che vide finire l'influenza di Roma con la conquista vandalica del Nord Africa nel 430.
I Vandali riuscirono a mantenere il possesso dell'Africa fino al 533-534, quando il generale dell'Impero romano d'Oriente Belisario riuscì a riconquistare l'Africa e a annetterla all'Impero d'Oriente.

### Regno axumita

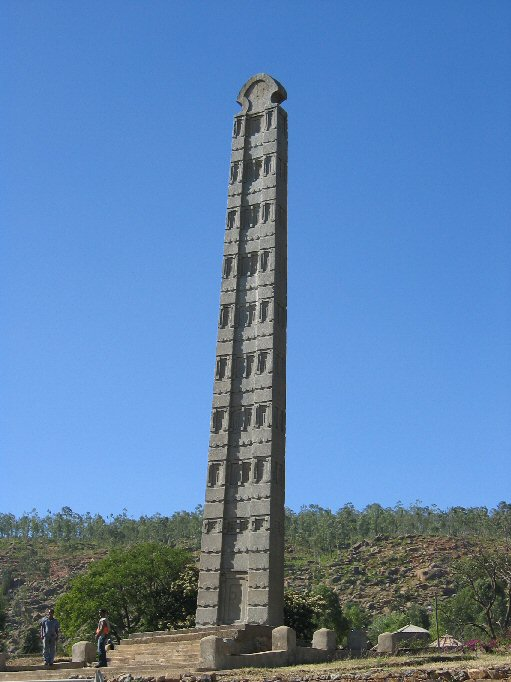
La stele di Axum

Nel 3000 a.C., l'agricoltura fece la sua apparizione nella zona dell'attuale Etiopia; si iniziò a coltivare caffè, teff (erba amarognola usata per la produzione del pane locale, njera), miglio, sorgo, orzo ed enset (falso banano di cui si mangia la radice). L'allevamento di asini è probabilmente nato sul posto, mentre altri animali domestici sono arrivati dal Sahel. Piselli, lenticchie ed arachidi sono anch'essi arrivati dalle regioni saheliane. In questo contesto, negli altopiani della regione, si è sviluppato un governo centralizzato che ha portato a poco a poco alla creazione del Regno di Axum. Lo stato axumita crebbe a partire dal periodo proto-axumita nel IV secolo a.C. ca., e raggiunse l'apice della sua potenza e ricchezza a partire dal I secolo d.C.. Grazie alla sua favorevolissima posizione, fu profondamente coinvolto nei commerci tra l'India ed il Mediterraneo orientale. Nel III secolo d.C. Axum iniziò ad allargare il proprio raggio d'azione all'Arabia meridionale, controllando a più riprese la regione occidentale di Tihamah, dal 350, ebbe inizio la conquista del Regno di Kush.
I commerci con l'India e Roma (successivamente con l'Impero bizantino), erano favoriti dalla richiesta di avorio, carapaci di tartaruga, oro e smeraldi, che venivano esportati in cambio di seta e spezie. La possibilità di accedere tanto al Mar Rosso quanto all'alto corso del fiume Nilo, rese possibile alla potente flotta commerciale del regno di trarre grossi profitti da questi traffici.
Il regno di Axum è degno di nota per un gran numero di innovazioni culturali, come lo sviluppo di un alfabeto proprio, il Ge'ez. Inoltre furono eretti numerosi obelischi giganti per segnare la posizione di tombe sotterranee appartenute a re e nobili. La più famosa di queste imponenti costruzioni è nota come obelisco di Axum.

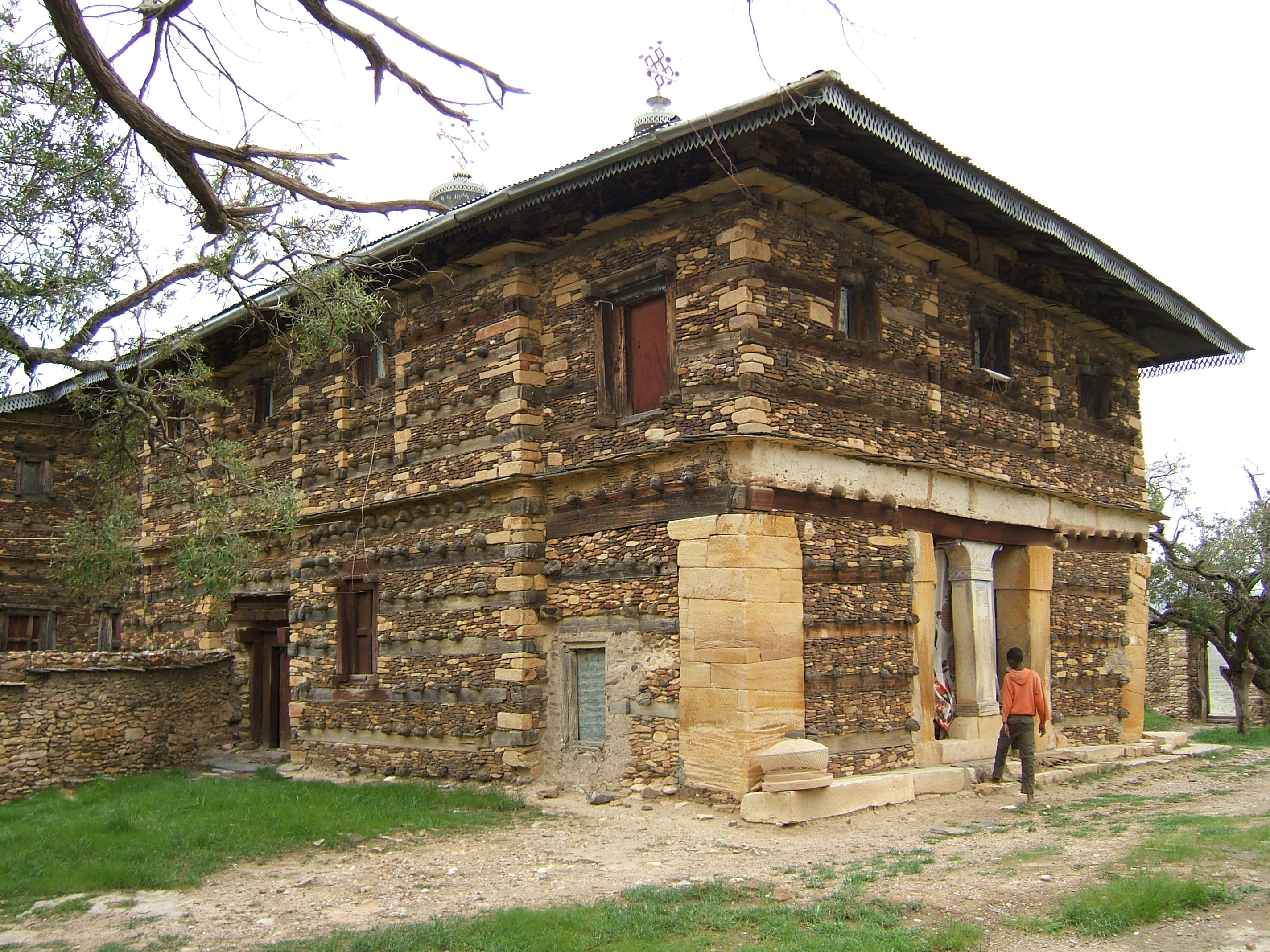
Tipica architettura axumita - Il monastero di Debre Damo.

Sotto re Ezana, il regno adottò nel 325 il cristianesimo al posto della vecchia religione politeista e del diffusissimo ebraismo. Il Regno cristiano di Axum fu il primo Paese nella storia a rappresentare il simbolo della croce sulla propria valuta. La Chiesa copta Etiope (o Abissina) è ancora attiva ai nostri giorni. Dallo scisma con Roma che seguì il Concilio di Calcedonia (451), è divenuta una delle più importanti Chiese monofisite, e sia i testi sacri sia la liturgia sono ancora in lingua Ge'ez. La cristianità axumita potrebbe essere una delle maggiori cause della nascita della leggenda riguardante Prete Gianni, un mitico sovrano cristiano nel cuore dell'Africa arabo-islamica.
Axum fu uno stato cosmopolita e culturalmente importante. Fu luogo d'incontro per una grande varietà di culture: egiziana, nubiana, araba ed indiana. Le maggiori città axumite erano una commistione di cristiani, ebrei, musulmani e anche minoranze buddhiste.
Il Regno di Axum fu anche il primo stato africano a battere moneta propria. Dal regno di Endubis a quello di Armah (approssimativamente dal 270 al 610 d.C.) furono coniate valute in oro ed argento. Quest'attività era in età antica, oltre che alquanto redditizia, un atto di grande importanza politica, perché era segno che l'Etiopia si considerava alla pari con i grandi regni dell'Occidente (Bisanzio, il Califfato arabo ecc.). La presenza di moneta, inoltre, semplificava gli scambi e aveva funzione propagandistica.
Axum rimase un potente impero ed una potenza commerciale fino al VII secolo quando il mondo arabo-islamico, avendo preso il pieno controllo di tutto il Mar Rosso e di gran parte del corso del Nilo, costrinse il sempre più debole regno axumita all'isolamento economico.

### Africa Occidentale

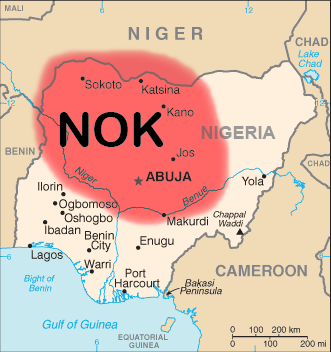
Diffusione della cultura Nok in Africa

Nel Sahel occidentale l'agricoltura è comparsa verso il terzo millennio a.C.. Non ci sono segni di addomesticamento autoctono, il bestiame domestico è arrivato qui con la migrazione di popolazioni del Sahel orientale. L'aumento delle comunità insediate fu in gran parte il risultato della domesticazione del miglio e del sorgo. Reperti archeologici testimoniano tracce di urbanizzazione a partire dal secondo millennio a.C..
La presenza di differenti ecosistemi in Africa (deserti, praterie e foreste) ha stimolato gli scambi tra le varie popolazioni sin dalla preistoria, favorendo in questa zona a cavallo fra questi mondi.
Gli agricoltori hanno ricevuto il sale dai nomadi del deserto. I nomadi del deserto acquisito carne e altri alimenti da pastori e agricoltori delle praterie e dai pescatori sul fiume Niger. Gli abitanti della foresta forniti pellicce e carne.
Il grosso limite era la carenza di vie commerciali trans-sahariane, essendo tale tratta quasi impraticabile fino all'addomesticamento del dromedario (l'unica grande eccezione erano le vie commerciali lungo la valle del Nilo).
Da questo punto di vista, il Sahel occidentale, con la minore estensione del deserto e la presenza di numerose oasi, era, seppur con grandi difficoltà, l'unico collegamento non fluviale percorribile nell'asse nord-sud. Infatti riscontri circa i contatti delle genti mediterranee con i popoli subsahariani li troviamo anche nella letteratura classica.
La crescita delle prime città in Mauritania sud-orientale, può essere dovuta a questo tipo di scambi commerciali in quanto si trovava all'estremità meridionale delle rotte carovaniere che attraversavano il Sahara occidentale, anche se l'ipotesi che questa antica urbanizzazione sia dovuta ad esse è ancora oggi discussa.
La prima prova di dromedari addomesticati nella regione risale al III secolo probabilmente ad opera dei Berberi, tuttavia la creazione di rotte commerciali regolari non si ebbero fino agli inizi della conversione all'islamizzazione dell'Africa occidentale nel VII e VIII secolo.

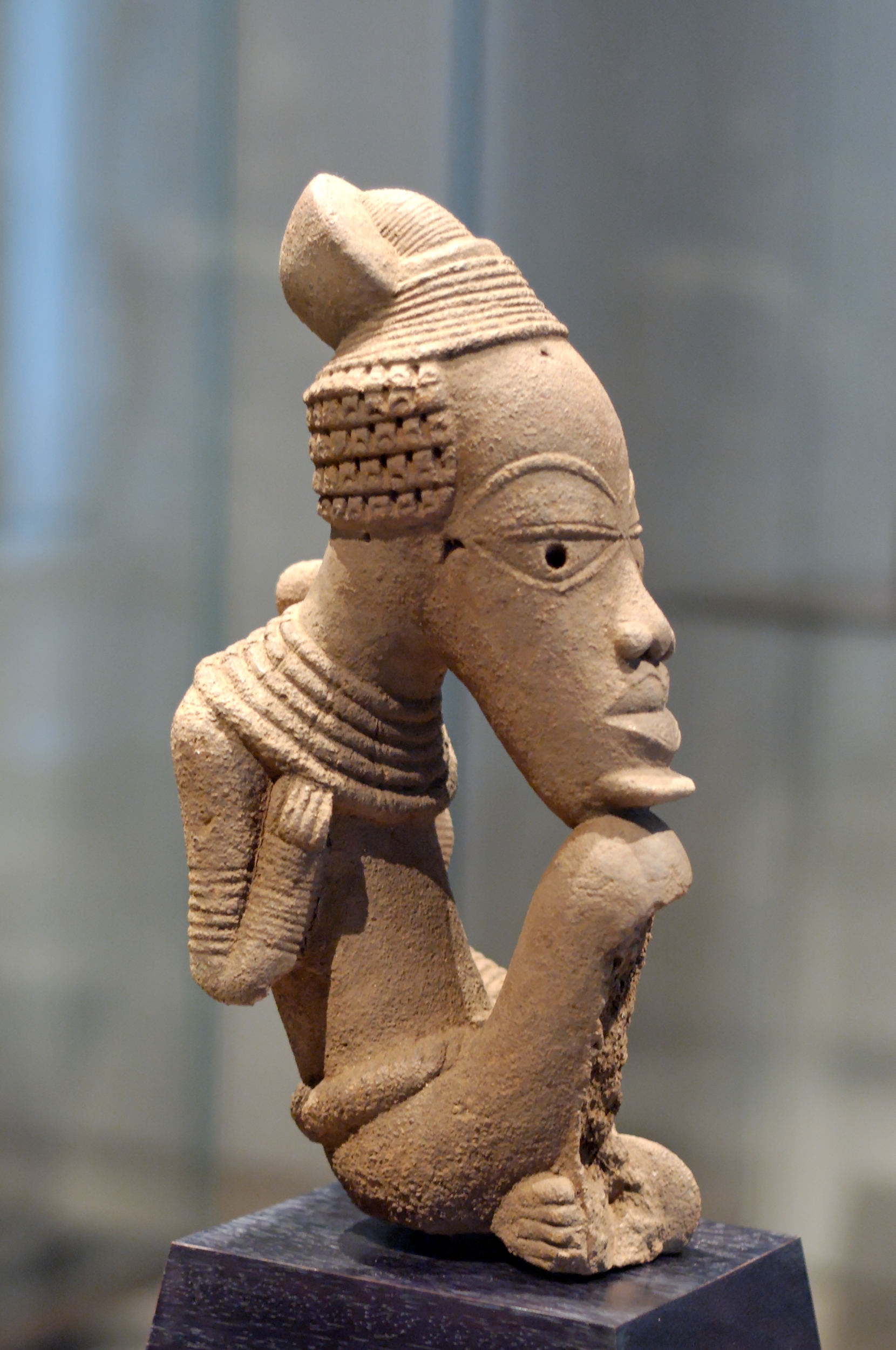
Figura in terracotta (VI secolo a.C.)

In questo contesto prese forma un nucleo da cui si sviluppò una società di cui pur non essendo pervenute testimonianze scritte abbiamo rinvenuto vari reperti: la civiltà di Nok, che prende il nome da un piccolo villaggio minerario al centro della Nigeria, dove nel 1928 per la prima volta furono ritrovate testimonianze di questa cultura.
I Nok erano un popolo nomade di cacciatori e guerrieri che si stanziò nel X secolo a.C. nel bacino del Niger, creando una comunità fortemente centralizzata intorno al 1000 a.C., specialmente negli altopiani dell'attuale regione del Plateau in Nigeria, e fiorendo fino al II secolo d.C. quando scomparvero per ragioni ignote.
Alcuni studiosi pensano che essi abbiano cominciato a praticare la siderurgia nella seconda metà del primo millennio a.C., i primi in tutta l'Africa subsahariana.
Le principali opere dei Nok che ci sono giunte sono sculture di terracotta, in particolare teste assai stilizzate che probabilmente rappresentano i loro dei; sulla base di questi ritrovamenti, la civiltà dei Nok viene chiamata anche cultura delle figurine di Nok. Sulla base di analogie stilistiche tra le terrecotte Nok ed i bronzetti degli Yorubal e degli Edo, si ritiene che questi popoli abbiano in qualche modo ereditato le tradizioni della cultura Nok.
Tra i maggiori centri urbani dell'Africa occidentale di questi periodi remoti, vanno sicuramente anche menzionati Tichitt e Oualata, città del sud-est della Mauritania, che si ritengono essere state il primo insediamento agro-pastorale simile ai Mandé Sarakollé che vissero lungo i promontori rocciosi di queste zone. Qui costruirono uno tra i più antichi insediamenti in pietra dell'Africa continentale databile tra l'800 a.C. ed il 600 a.C. (la moderna città di Oualata venne fondata nel XI secolo, sulle fondamenta di quella più antica) che pose le basi per forme di organizzazione sociale definibili come di Stato incipiente. Da questo nucleo nacque successivamente l'Impero del Ghana (300-1076) che, situato appunto nell'attuale sud-est della Mauritania e in parte del Mali, a dispetto del nome, datogli dai primi studiosi europei, non ha alcuna correlazione geografica con l'odierno Ghana) quanto piuttosto deve tale denominazione con riferimento al suo sovrano (il "Ghana", ovvero "re guerriero"). L'Impero del Ghana fu il primo di molti imperi che nacquero in quella regione dell'Africa (sorsero sulle sue ceneri, per esempio, l'Impero del Mali e l'Impero Songhai) e raggiunse il suo periodo di massima espansione nell'VIII secolo, con la nascita delle sopracitate vie commerciali trans-sahariane.
Altro importantissimo centro urbano, considerato tra i più antichi dell'Africa subsahariana, è Jenne-Jeno in Mali (chiamata anche Djenné-Jéno), il sito originale della successiva città-stato di Djenné. Questo sito archeologico è stato datato al III secolo a.C..

### Espansione bantu
Il nome Bantu (o Bantù) si riferisce a un vasto gruppo etno-linguistico che comprende oltre 400 etnie dell'Africa subsahariana oggi distribuite dal Camerun all'Africa centrale, orientale e meridionale. Questa famiglia di etnie, pur largamente diversificata, condivide sia tratti linguistici sia culturali, retaggio di una storia comune che ha avuto origine nell'area intorno all'odierno confine fra Nigeria e Camerun, in un'epoca compresa fra 3000 e 5000 anni fa. La storia dei Bantu è in gran parte ignota. Le teorie moderne, largamente speculative, si basano principalmente sullo studio di reperti archeologici e sull'analisi delle cosiddette "lingue bantu" ancora oggi in uso. I Bantu non avevano una lingua scritta, e la loro tradizione orale si è estinta.
Ciò che è certo è che intorno al secondo millennio a.C., forse in seguito all'inaridimento del Sahara ed alla pressione delle popolazioni che cercavano di allontanarsene, i Bantu si espansero nelle foreste pluviali dell'Africa centrale, in quella che vien detta la "fase 1" della loro espansione. Circa 1000 anni dopo, cominciarono una fase di espansione più rapida in Africa meridionale e orientale ("fase 2"). Durante il primo millennio a.C., nuove tecniche agricole e nuove coltivazioni vennero introdotte in Zambia, probabilmente importate dal Sud-est asiatico attraverso il Madagascar. A seguito di queste innovazioni, iniziò una nuova espansione dei Bantu in cui lo Zambia era la regione dominante ("fase 3").
Queste migrazioni influirono in modo sostanziale sulla storia dell'Africa subsahariana. Diversi gruppi bantu si insediarono in regioni dove esistevano popolazioni autoctone, assimilandole o venendone assimilati, e dando quindi origine a una varietà di culture e lingue miste; attraverso i bantu si diffusero non solo l'agricoltura e la lavorazione dei metalli, ma anche l'allevamento, che i bantu appresero probabilmente dai popoli dell'Africa orientale.

### Africa centrale

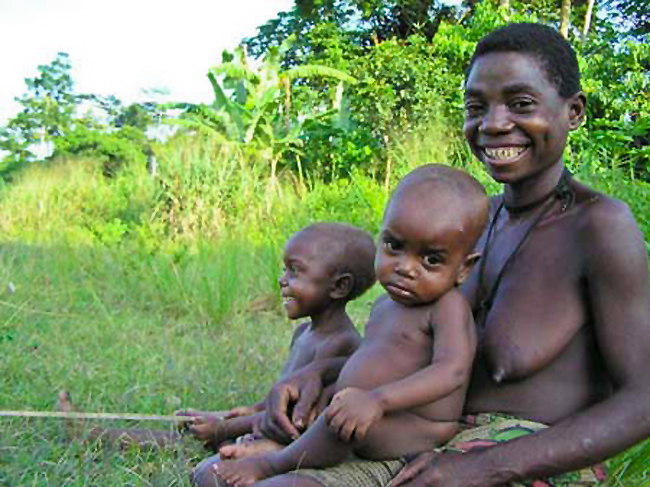
Una famiglia appartenente alle moderne etnie pigmee, discendente dei primi antichi abitanti dell'Africa centrale.

I pigmei sono molto probabilmente la popolazione più antica che abbia abitato le foreste equatoriali e tropicali dell'Africa centrale.
In Egitto sono state ritrovate iscrizioni del II millennio a.C. che si riferiscono ai pigmei come "Danzatori degli Dei". Anche da questi antichi contatti con la civiltà egizia si desume che i pigmei vivessero un tempo in regioni molto più a nord di quelle che abitano oggi, forse fino all'Alto Nilo.
Successivamente le migrazioni bantu impattarono sicuramente in modo decisivo sulle popolazioni pigmee.
Infatti, dopo un periodo di iniziali rapporti di scambio basati sul baratto dei prodotti di queste tribù di cacciatori con i prodotti dell'agricoltura bantu, i Bantu, profittando della conoscenza dell'arte metallurgica ignota ai Pigmei, ridussero in servaggio e spesso in schiavitù i Pigmei o li costrinsero a ritirarsi in zone sempre più limitate di territorio.

Questa fase iniziò fin dal secondo millennio prima di Cristo e vedette le popolazioni bantu raggiungere i Grandi Laghi dell'Africa orientale intorno al 1000 a.C. e intorno al 500 a.C. giungere fino all'attuale Angola.

### Africa australe

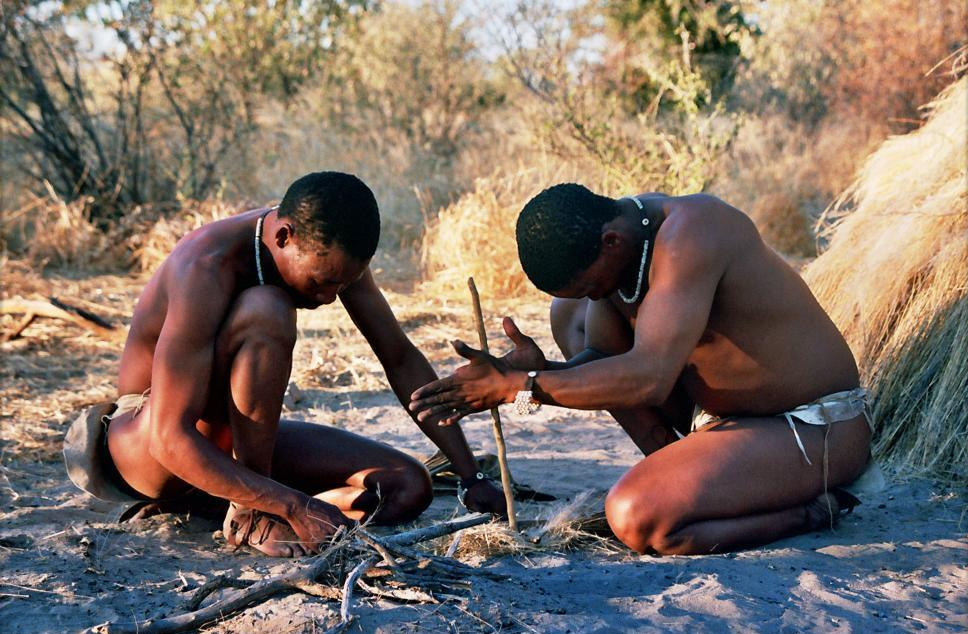
Due moderni boscimani intenti ad accendere il fuoco

Dall'inizio del periodo Paleolitico superiore, gruppi di cacciatori-raccoglitori, conosciuti come i sangoani occuparono il sud dell'Africa in aree aride. Questo popolo della tarda età della pietra, fu il predecessore dei Khoisan che abitavano il deserto del Kalahari. Probabilmente, in seguito alla carenza di candidati alla domesticazione, i Khoisan non ebbero terreni coltivati o animali addomesticati fino a poche centinaia di anni fa, quando adottarono gli animali (toro, mucca, bue e le pecore) dei Bantu. I Bantu, che possedevano un'agricoltura avanzata e la tecnologia per lavorare i metalli, sviluppata nell'Africa dell'ovest fin dal 2000 a.C., li sconfissero. Vi fu quindi uno scambio genetico (interbreed) con i Khoisan negli anni successivi al contatto e i Bantu divennero la popolazione dominante nel dell'Africa meridionale.
Ancora oggigiorno i San (i cosiddetti Boscimani), i Khoi ed i Nama (i cosiddetti Ottentotti) assomigliano agli antichi resti di scheletri dell'epoca sangoana.
In particolare i Boscimani appaiono come i più antichi abitanti dell'Africa australe dove vivono da almeno 20.000 anni. Questo popolo nomade di cacciatori e raccoglitori occupava una volta buona parte dell'Africa australe. L'arrivo successivo degli Ottentotti, allevatori che parlavano una lingua della stessa famiglia, e delle popolazioni di agricoltori bantu ha decimato questa popolazione e l'ha spinta verso meridione.

## L'Africa pre coloniale tra 500 e 1800
Uno snodo epocale per la storia africana fu rappresentato dalla conquista nel VII secolo dell'area mediterranea da parte degli Arabi musulmani. Nella zona, precedentemente inglobata nell'Impero romano, si erano già concretizzate nel V e VI secolo le conquiste dei Vandali e dei Bizantini. Vari regni berberi ‒ convertiti alla nuova religione ‒ favorirono la repentina diffusione dell'Islam, della cultura e dei costumi arabi in tutta la regione del Sahara, del Sahel e alle zone limitrofe fino al fiume Niger, con l'eccezione dell'Impero cristiano etiope. L'ulteriore penetrazione dell'Islam nell'Africa subsahariana fu invece lunga e paziente e la conversione degli africani alla religione musulmana - favorita dai commercianti arabi - risultò spesso preceduta da periodi di coabitazione con i culti locali generando sintesi inedite e originali con le credenze animistiche e i costumi tradizionali.
A partire dal periodo della penetrazione araba nel nord, l'Africa centrale ed occidentale conobbero lo sviluppo di una serie di interessanti regni. Importante fu il Regno del Ghana che conobbe una lunga epoca di fioritura culturale ed economica fino all'XI secolo, ancora maggiori furono il Regno del Mali, tra XIII e XV secolo, e l'Impero Songhai tra X e XVI secolo. Nella zona occidentale sorse anche, tra XIV e XIX secolo, il Regno del Benin mentre nella regione orientale intorno al lago Ciad si susseguirono vari regni, tra cui quello del Kanem-Bornu tra XIII e XIV secolo.
La zona centro meridionale vide, come già anticipato, la continua espansione Bantu, che portò tra l'altro alla formazione, tra XIII e XIV secolo, del Regno del Congo e del Regno di Monomotapa relegando a ruolo sempre più marginale le preesistenti società dei Pigmei, degli Ottentotti e dei Boscimani.

### Africa settentrionale
Espansione sotto il profeta Maometto, 622-632
     Espansione durante il Califfato dei Rashidun, 632-661
     Espansione durante il Califfato omayyade, 661-750

Espansione dall'Islam tra VII e VIII secolo
Espansione sotto il profeta Maometto, 622-632
Espansione durante il Califfato dei Rashidun, 632-661
Espansione durante il Califfato omayyade, 661-750

L'interazione tra le varie regioni mediterranee, favorita dall'appartenenza all'Impero romano, continuò - fatto salvo il periodo di dominio dei Vandali (V secolo) di buona parte delle ex province romane del Nord Africa - con l'ascesa dell'Impero bizantino che rinnovò il controllo su tutta la costa meridionale del Mediterraneo.
La situazione cambiò drasticamente nel VII secolo quando gli arabi conquistarono l'Egitto e le regioni dell'attuale Maghreb diffondendo l'Islam come religione. Le Chiese cristiane sparirono, con l'eccezione della Chiesa Copta monofisita d'Egitto, e si creò una divisione tra il nord del mediterraneo (cristiano) ed il sud (islamico) destinata a condizionare fortemente i successivi sviluppi geopolitici e culturali nel Nord Africa, in Vicino Oriente ed in Europa fino ai giorni nostri.
Le popolazioni beduine che abitavano la penisola arabica erano considerate da secoli una minaccia innocua dai due grandi imperi che si contendevano la zona mediorientale: quello bizantino e quello persiano sasanide.
Le varie tribù erano infatti costantemente in lotta e i regni arabi della zona risultavano di fatto Stati vassalli dell'una o dell'altra potenza.
L'equilibrio iniziò a incrinarsi quando l'Impero di Axum, alleato di Bisanzio, conquistò lo Yemen (intorno al 520), ripreso alla fine del VI secolo dai Persiani. Queste guerre destabilizzarono fortemente l'area e costrinse un'ampia fetta di popolazione a migrare verso nord, aumentando la popolazione e l'importanza di città quali La Mecca e Medina. All'inizio del VII secolo, Maometto riuscì poi a fare degli Arabi una nazione, portando coesione attraverso la nuova comune spiritualità. Alla morte del Profeta, nel 632, Bizantini e Sasanidi, ormai stremati da un durissimo conflitto protrattosi per circa un secolo, non seppero opporsi all'avanzata arabo-islamica, tanto potente quanto inaspettata.

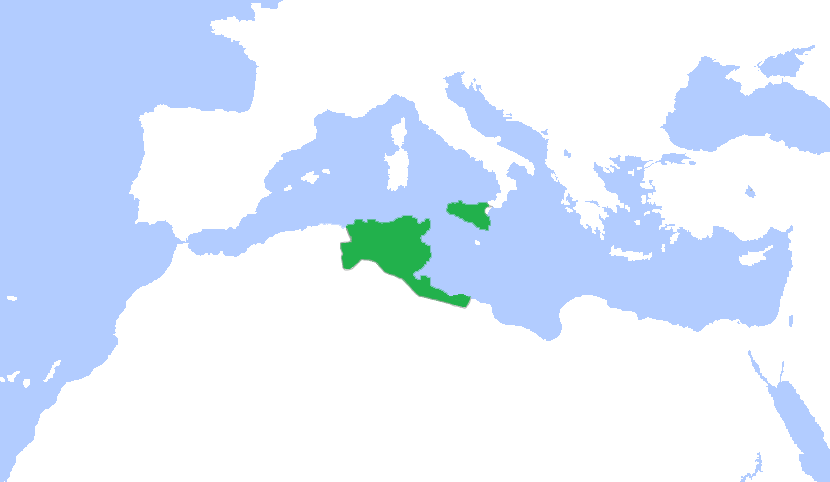
L'Emirato aghlabide al suo apogeo.

Nei trent'anni del califfato elettivo (632-661) le conquiste degli Arabi furono sorprendentemente rapide e durature. L'espansione in Africa iniziò con la conquista dell'Egitto (639-646) e proseguì fino alla Nubia, a sud, ed alla Tripolitania, ad ovest.
Successivamente, con l'avvento della dinastia omayyade (661-750), venne annessa la restante parte dell'Africa del Nord (il Maghreb, dal 647 al 663). Dal 700 Tunisi divenne un importante porto, grazie anche al trasferimento di un centinaio di famiglie egiziane esperte nella navigazione e nella costruzione navale. Entro il 705, il "lontano Occidente" del Marocco era in mano agli arabi e si iniziava il lento e faticoso processo di islamizzazione delle popolazioni berbere, estranee alla civilizzazione romana e cristianizzate solo di recente.
Dopo la fine, nel 750, del Califfato omayyade il Nord Africa passò sotto il controllo della dinastia abbaside che non seppe però amministrare saggiamente le periferie del suo impero e ne perse velocemente il controllo. Per quanto riguarda l'Africa, nell'VIII secolo il Maghreb si era già distaccato dal califfato ed il secolo dopo fu l'Egitto tulunide a far valere il proprio diritto all'auto-amministrazione.

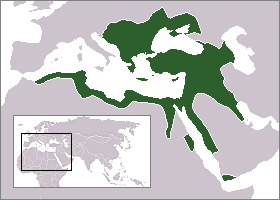
L'Impero ottomano nel XVI secolo

In Africa settentrionale, sorsero diversi emirati e reami, spesso retti da elementi islamici di diverso orientamento teologico: kharigiti, sciiti e ismailiti.
Tra l'808 ed il 930 a Fez, nell'attuale Marocco, regna la dinastia alide degli Idrisidi, mentre i kharigiti Rustemidi s'insediano nell'attuale Algeria, eleggendo a propria capitale Tāhert.
A Qayrawān e a Raqqāda, dall'801 al 909, comandano gli Aghlabidi. Tra l'868 e il 905, invece, sull'Egitto (e in parte della Siria) regnano i capaci Tulunidi, sostituiti tra il 935 ed il 969 dagli Ikhshididi, fin quando almeno non s'impadroniscono del potere gli ismailiti Fatimidi. I Fatimidi, che creano la loro capitale nel 967, chiamandola al-Madīnat al-Qāhira, "La città vittoriosa", cioè Il Cairo, reggeranno l'Egitto dal 969 al 1171. Durante il loro regno, però l'Egitto sarà oggetto di scontri armati: con gli Ziridi (972-1167) innanzi tutti, con i Selgiuchidi dalla Siria e infine con i crociati. I Fatimidi furono infine soppiantati dagli Ayyubidi (1171-1250), dinastia fondata da Ṣalāḥ al-Dīn ibn Ayyūb, noto come Saladino. Tra il XII e XIII secolo, l'Egitto sarà invece governato dai Mamelucchi turchi centro-asiatici ed, in seguito, da quelli circassi, sconfitti nel 1517 dagli ottomani del sultano Selim II Yavuz.

L'Impero degli Almoravidi rappresentato in verde.

Anche le zone più occidentali, corrispondenti all'attuale Marocco, videro alternarsi varie dinastie islamiche. Ai già citati Idrisidi, si sostituirono tra la fine dell'XI e gli inizi del XII secolo gli Almoravidi, una dinastia berbera, proveniente dal Sahara, che finì per regnare sul Maghreb e sulla Spagna.
Agli Almoravidi, fondatori di Marrakesh, fece seguito un'altra dinastia di regnanti di origine berbera, gli Almohadi, che regnò fino al 1269, controllando un grande territorio, che oltre al Marocco, comprendeva l'Algeria, la Tunisia, la Libia ed alcune regioni della Spagna e del Portogallo. Dal 1215, i Merinidi iniziarono a combattere i loro correligionari per sostituirsi ad essi nel governo della parte occidentale del Maghreb, riuscendo nell'impresa in una quarantina d'anni. Il loro nuovo dominio si estendeva dal Mar Mediterraneo ai monti del Rif e dell'Atlante, all'Oceano Atlantico. La dinastia almohade cadde ufficialmente nel 1269, con la presa di Marrakesh, ultimo loro baluardo. I Wattasidi, succeduti ai Merinidi, non riuscirono a contrastare l'avanzata nel continente africano degli europei, tanto che nel 1497 Melilla cadde in mano spagnola.
Dove fallirono i Wattasidi, riuscirono invece i rappresentanti della dinastia dei Sa'didi, che nel 1541 sconfissero i portoghesi ad Agadir, fermandone l'espansione in Marocco, e pochi anni più tardi, nel 1554, succedettero definitivamente ai Wattasidi. A questi successi militari fece seguito un periodo di pace e stabilità sociale che favorì un importante sviluppo delle arti e delle scienze. Intorno al 1660 salì infine al potere la dinastia alawide, che ancor oggi regna in Marocco. A questa dinastia appartiene Moulay Ismail ibn Sharif, che regnò dal 1672 al 1727 e combatté efficacemente gli europei, a cui strappò diversi porti africani, e gli ottomani.

### Nubia e Corno d'Africa

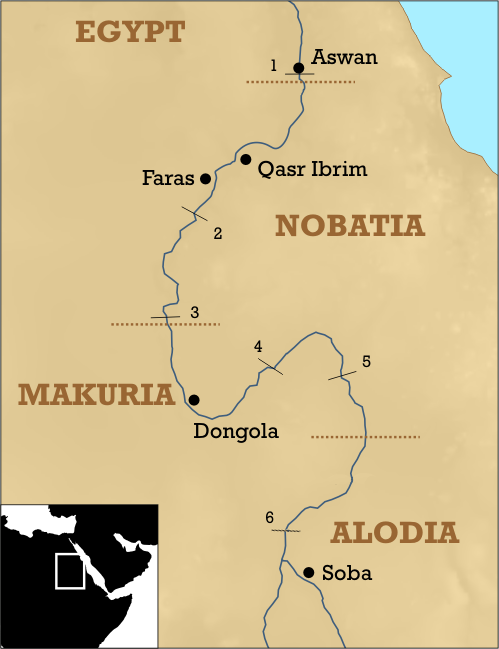
I regni cristiani della Nubia medioevale

Il cristianesimo fu introdotto in Nubia III secolo o nel IV secolo, ma già intorno al 640 fece la sua comparsa l'Islam, proprio quando già tre regni che sorsero a seguito della caduta del regno di Kush (Nobazia, Makuria, Alodia) erano stati convertiti al cristianesimo. La coesistenza fra le due fedi sarebbe rimasta accettabilmente pacifica sino all'inizio del XIV secolo, anche perché spesso i regni nubiani si trovarono in posizione di forza rispetto ad un Egitto diviso e instabile. A partire dalla metà del XII secolo il dominio economico nella Nubia feudale fu gradualmente assunto da una classe di mercanti arabi, mentre l'Egitto diventava sempre più aggressivo verso gli impoveriti regni nubiani. Nel 1512 l'Egitto cadde sotto il dominio dell'Impero ottomano e la stessa sorte toccò a Makuria (Nord dell'attuale Sudan) nel 1517. Nel 1504 al regno cristiano di Alodia (attuale Sudan centrale) era succeduto il sultanato islamico di Sennar. A partire dal 1820 il Sudan venne a cadere sotto il controllo dell'Egitto, quando il Pascià ottomano Mehmet Ali, wālī d'Egitto, inviò un esercito agli ordini di suo figlio Ibrāhīm Pascià e di Muhammad Bey per occupare il Sudan orientale. La conquista fu completata dal figlio di Ibrahim, Ismāʿīl Pascià (poi Ismāʿīl I), con la sottomissione della regione meridionale del paese nel 1839 e nel 1861.
Nella regione dell'attuale Etiopia il Regno di Axum che era giunto a controllare nel IV secolo d.C. anche l'Eritrea, il Sudan settentrionale, parte dell'Egitto meridionale, Gibuti, la Somalia occidentale, lo Yemen e l'Arabia Saudita meridionale (confinando con l'Impero romano) iniziò a declinare dopo il VI secolo. Le cause di questo declino non sono ben note. Nei secoli successivi emerse una nuova dinastia reale axumita, la dinastia Zagwe, che non riuscì comunque a riportare il regno ai fasti del millennio precedente.
Intorno al 1270, Yekuno Amlak depose l'ultimo re Zagwe, fondò un nuovo regno e una nuova dinastia. Questa nuova linea dinastica, nota come dinastia salomonica perché rivendicava la discendenza diretta dal biblico Re Salomone, adottò il titolo di Negus o Negus neghesti (letteralmente "Re dei Re") ed il nuovo Stato divenne l'unico regno cristiano del continente africano dopo le conquiste islamiche nel nord del continente. L'Impero etiope riuscì più volte a respingere gli eserciti arabi e turchi che si susseguirono negli anni nel tentativo di sottomettere tutta l'area, sfruttando anche - seppur con alti e bassi - relazioni tendenzialmente amichevoli con diversi Paesi europei (riuscendo anche ad evitare la colonizzazione durante il XIX secolo).
Il secolare scontro tra i regni islamici della zona e l'Impero etiope vide un momento particolarmente aspro nella guerra che contrappose, tra il 1528 ed il 1540, l'Impero al Sultanato di Adal.
Il Sultanato di Adal (circa 1415 - 1577) fu un regno medievale musulmano multietnico situato nel corno d'Africa che giunse a controllare gran parte dell'attuale Somalia, Etiopia, Gibuti ed Eritrea. Tuttavia, fatto salvo il periodo sotto Adal, il territorio dell'attuale Somalia fu parte integrante del Sultanato di Ajuuraan per tutto il Medioevo e fino alla fine del XVII secolo. Nel secolo successivo varie città somale caddero sotto il controllo del Sultanato dell'Oman prima del Sultanato di Zanzibar poi. Il sultano di Zanzibar, che dominava una parte rilevante della costa orientale africana, nota come Zanj, comprendente Mombasa e Dar es Salaam, e controllava le rotte commerciali che si estendevano molto all'interno dell'Africa, come Kindu sul fiume Congo, perdette il suo ruolo solo alla fine del 1800 a causa dell'acuirsi del colonialismo europeo.

### Africa centrale

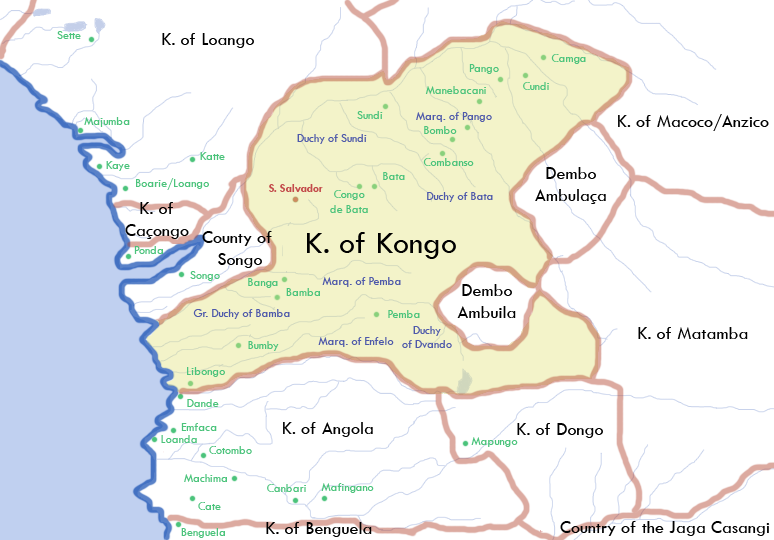
Il Regno del Congo nel 1711

I primi abitanti della regione erano popolazioni pigmee. I pigmei sono stati spinti verso altre zone o verso l'interno delle foreste con l'arrivo delle migrazioni bantu, che sono arrivati nella regione verso il 1000 a.C. Con il tempo, le popolazioni bantu hanno iniziato a muoversi verso un'organizzazione sempre più centralizzata. Questo ha portato alla creazione di regni quali il Regno del Congo - che già nel XV secolo erano in contatto con l'Europa -, il regno di Lunda e quello di Luba e, nella zona dei Grandi Laghi, quelli Baganda, Toro e Bunyoro. Anche gli attuali Burundi e Ruanda ricalcano antichi regni.

### Africa australe

L'uccello di Zimbabwe

La storia dell'Africa australe è ancora al centro di controversie sul come interpretare i reperti archeologici. Molto è stato fatto per ricostruire il periodo neolitico - vasellame, ossa, pitture rupestri in tutta la regione hanno permesso un buon lavoro - mentre rimane il problema di ricostruire il movimento di popolazioni bantu, e forse anche nilotiche, nella regione. Non pochi misteri pone una corretta interpretazione della storia di Grande Zimbabwe e dell'Impero di Monomotapa.
La presenza di popolazioni europee sin dal XVI secolo da una parte permette di conoscere alcuni sviluppi, registrati dai coloni olandesi. Dall'altra pone il problema dell'interpretazione e della veridicità di alcune affermazioni.

## L'Africa coloniale del XIX secolo

### Conoscenza dell'interno
Sebbene vaste aree dell'Africa non abbiano avuto contatto con l'esterno per secoli, pensare che il continente sia rimasto isolato da qualsiasi relazione con culture non africane è errato. I conquistatori arabi, e poi i mercanti di cultura e fede islamica, hanno non solo conquistato il Nord Africa, ma si sono mossi decisamente verso l'interno, aprendo le tratte trans-sahariane.
Le vie del sale, delle spezie, degli schiavi e dell'oro sono rimaste vitali per secoli. Per certi versi, ancora oggi vengono utilizzate sia da commercianti che da turisti. Anche le coste orientali sono state visitate a più riprese da mercanti e viaggiatori arabi. Non si devono dimenticare le visite (1414, ma anche altre due date non meglio definite nel XV-XVI secolo) della flotta imperiale cinese, che ha attraccato in tutti i porti degli odierni Kenya e Tanzania, ma sicuramente anche in altre località.
Le carovane schiaviste arabe penetravano la regione dei Grandi Laghi già dall'XI secolo. È bene ricordare che gli esploratori europei che ‘scoprirono’ l'Africa nel XIX secolo, non fecero altro che ripercorrere queste piste, e che furono spesso aiutati e protetti dagli stessi schiavisti di cui parlavano con ribrezzo nelle loro relazioni alle società geografiche europee.
Rimane comunque vero che gran parte del continente è rimasta inesplorata da non-africani per molto tempo. In Europa, agli inizi del XIX secolo esistevano solo descrizioni di fantasia per quanto riguarda il continente africano al di là della fascia costiera.

### Prime esplorazioni europee

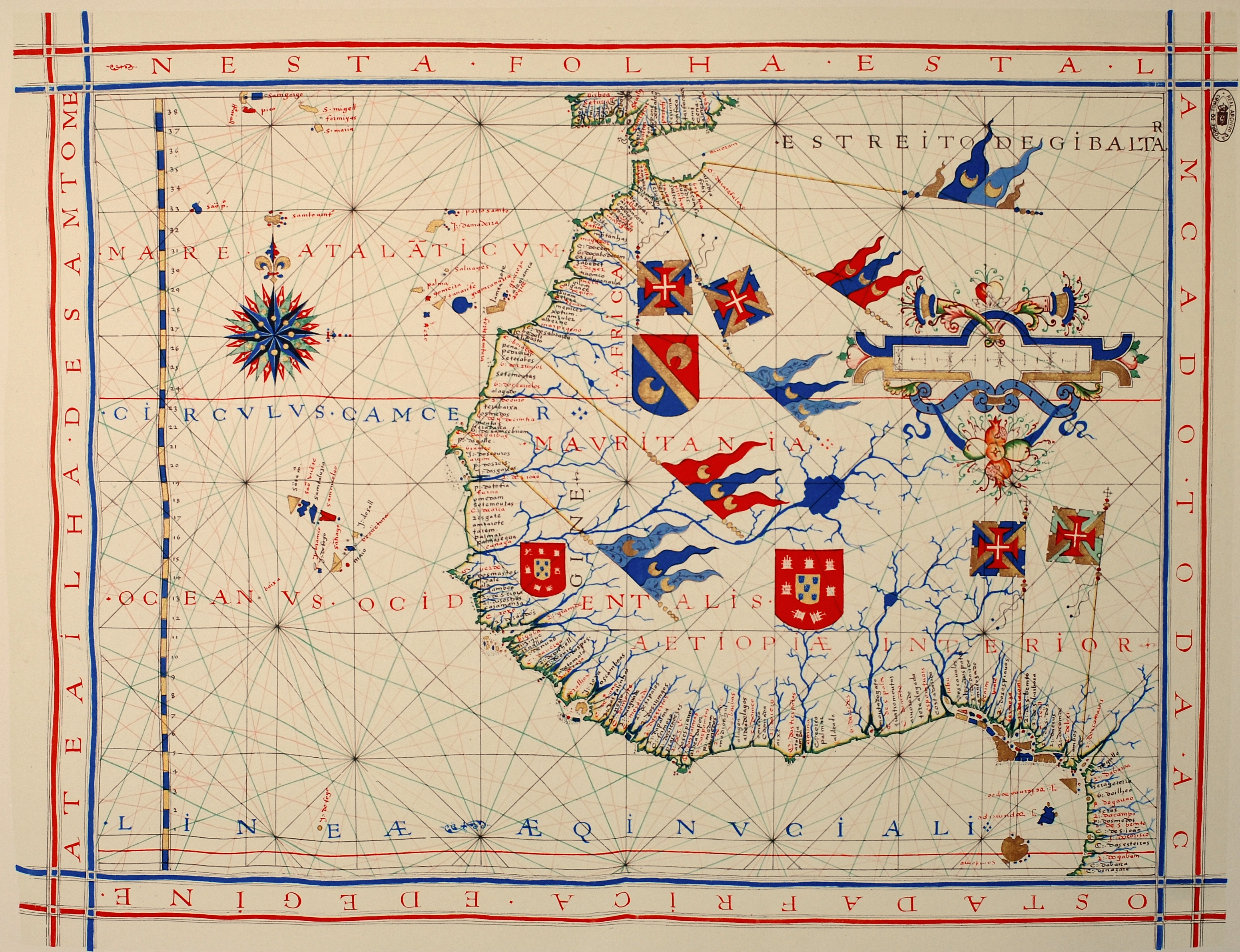
Mappa del cartografo portoghese Fernão Vaz Dourado (c. 1520 - c. 1580)

L'interesse europeo per l'Africa venne riacceso nel XV secolo. L'Europa usciva da un periodo di implosione culturale ed era pronta a confrontarsi con altre culture e nuovi spazi. Inoltre, la mediazione con il mondo orientale era sin allora fatta dalle repubbliche marinare italiane, soprattutto la Repubblica di Venezia. Quest'ultima deteneva un monopolio virtuale sui commerci con il mondo arabo. Portogallo e Spagna avevano da poco ottenuto una rinnovata unità interna e sufficienti fondi per sostenere viaggi di esplorazione.
Il Portogallo iniziò la sistematica ricerca della via alle Indie circumnavigando il continente africano. Dai dati raccolti dai vari capitani che si erano avventurati sempre più a sud, i portoghesi si dimostrarono convinti che esistesse un passaggio a sud verso le Indie. Nel 1434 arrivarono a capo Bojador (Sahara Occidentale), nel 1445 a Capo Verde, nel 1482 al fiume Congo. Nel 1488, Bartolomeo Diaz superò il capo di Buona Speranza e nel 1498 Vasco da Gama fece la prima vera circumnavigazione del continente arrivando a Sofala (Mozambico) e Malindi (Kenya). Va inoltre ricordato che il capo di Buona Speranza, da molti considerato il punto più a sud del continente, è invece il punto più a sud-ovest. Il punto più a sud è capo Agulhas, qualche centinaio di chilometri più ad est.
I portoghesi costruirono vari forti e porticcioli per permettere alle loro navi di attraccare in sicurezza. Sebbene non abbiano esplorato che le zone limitrofe ai loro insediamenti - non esistono ricordi della città di Gedi nei vari rapporti portoghesi, quando questa sorge a soli 20 km da Malindi dove loro avevano uno dei loro centri più grandi del continente, ed al tempo Gedi era una città fiorente - i portoghesi sono stati capaci di organizzare un fiorente mercato di oro, avorio, legname prezioso e schiavi, che venivano dirottati alle loro colonie in Sud America.
Inglesi ed olandesi presto seguirono le rotte aperte dai portoghesi e si stabilirono in diverse località della costa africana.

### La tratta degli schiavi

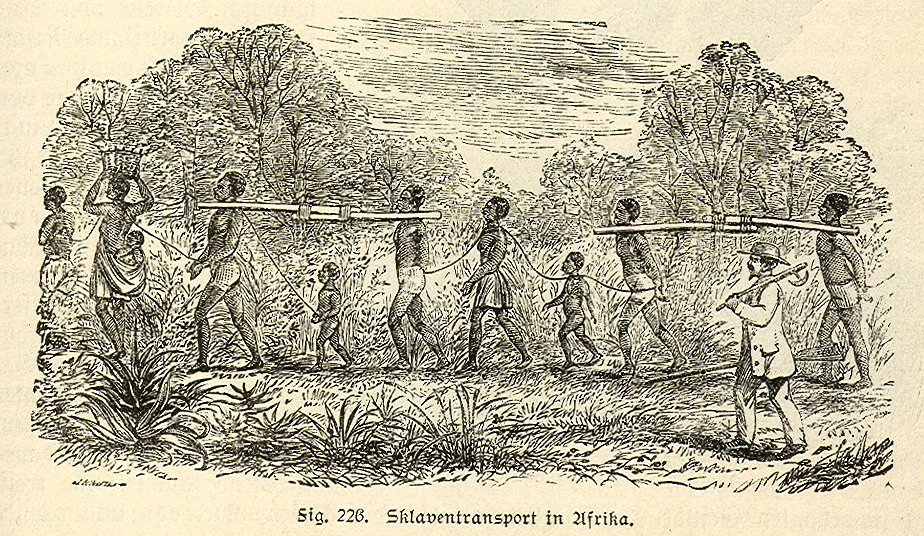
Trasporto di schiavi in Africa, da un'incisione del XIX secolo

L'Africa è sempre stata un bacino di esportazione di schiavi. Pare che il nome stesso, Africa, derivi da una radice fenicia che significa schiavo. La tratta più antica e continuativa è stata quella controllata dal mondo arabo. Schiavi neri venivano catturati a sud del Sahara e portati ai mercati del Nord Africa attraverso il Sahara. Lungo la valle del Nilo, la tratta seguiva il fiume sino a Khartoum, per poi attraversare il deserto e arrivare ad Assuan, e da qui al Cairo. In Africa orientale, la tratta raggiungeva tutti i paesi della regione dei Grandi Laghi. Gli schiavisti arrivarono persino a costituire dei piccoli regni in Congo ed attorno al lago Malawi. Tra i molti schiavisti, Tippu Tip raggiunse grande notorietà dopo che, ritiratosi nelle sue sterminate piantagioni a Zanzibar, scrisse la sua autobiografia in swahili. La tratta verso i paesi arabi è stata ostacolata dalle potenze europee nella seconda metà del 1800, ma è continuata per lungo tempo. Ancora nei primi anni sessanta si vendevano schiavi africani al mercato di Aden. In tempi più recenti, la schiavitù ai danni delle popolazioni nere del Sudan del Sud è stata denunciata da varie organizzazioni per i diritti umani. In Mauritania, la schiavitù è stata abolita almeno quattro volte nel XX secolo.
La tratta atlantica è stata alimentata dalla richiesta di manodopera a basso prezzo per le piantagioni e le miniere delle Americhe. Questa tratta è stata molto più breve di quella islamica, ma anche molto più devastante dal punto di vista umano. Se è vero che la schiavitù in Africa occidentale è sempre esistita, non può essere equiparata alla ferocia e metodica messe in campo dagli schiavisti europei nella regione, tuttavia più del 95% degli schiavi fu venduto agli europei da mercanti africani od arabi, molti regni africani si arricchirono grazie alla tratta degli schiavi. La tratta venne messa al bando dal Regno Unito e dagli Stati Uniti nel 1807 e nei successivi vent'anni da tutte le altre potenze coloniali europee. Si arrivò quindi alla decisione per una moltitudine di motivi, da un lato umanitari e legati ai diritti umani, infatti l'abolizionismo nasce in Europa molto prima che nelle società africane od arabe, ma si arrivò a questa decisione anche perché toglieva un vantaggio economico ad un continente ormai sfuggito al controllo europeo. Lo stesso si può dire della schiavitù orientale, opposta per mettere in ginocchio l'economia in mano araba più che per veri motivi umanitari.

### Il colonialismo europeo

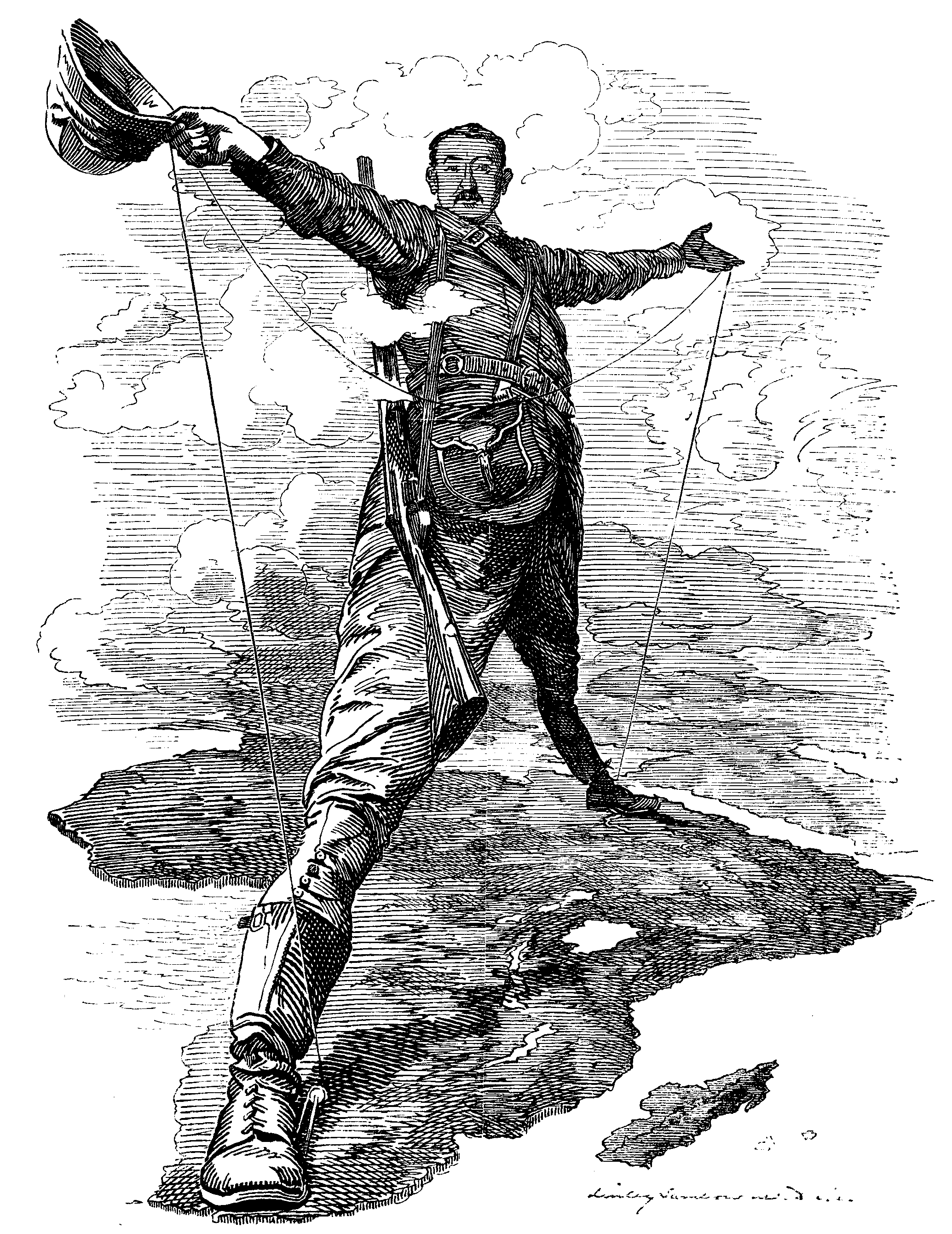
Il Colosso di Rhodes, caricatura di Edward Linley Sambourne per Punch.

L'interesse europeo verso l'Africa venne presto romanticizzato come l'impegno del mondo civilizzato a portare civilizzazione e modernità alle popolazioni che vivevano nell'ignoranza e nel buio intellettuale. In realtà, la conquista dell'Africa fu dettata da interessi economici e geopolitici. Non a caso, il primo paese ad entrare nelle mire europee fu l'Egitto, il più avanzato paese extraeuropeo nel raggio di azione di Regno Unito e Francia. Francesi e inglesi si contesero il controllo dell'Egitto dal 1811. La Francia invase poi l'Algeria nel 1830. Le società geografiche europee, sostenute dalle monarchie del tempo, mandarono esploratori a 'scoprire' l'interno dell'Africa. Forti delle relazioni di questi esploratori, le potenze europee iniziarono la corsa all'accaparramento delle zone migliori. Anche i missionari, che cercarono di raggiungere le popolazioni dell'interno, divennero spesso inconsapevoli o sottomessi agenti della colonizzazione. Ogni qual volta i missionari chiesero il sostegno di una potenza europea, dettero un punto di appoggio ai mercanti e ai soldati di tali paesi. Molti sono i casi di intervento europeo a difesa di una missione, intervento che permetteva di stabilire territori franchi sotto la ‘protezione’ di un paese straniero. I capi africani che sottoscrissero tali contratti di protezione non erano in grado di prevedere l'utilizzo che le potenze straniere ne avrebbero fatto, legittimando la loro presenza con trattati di poco valore legale.

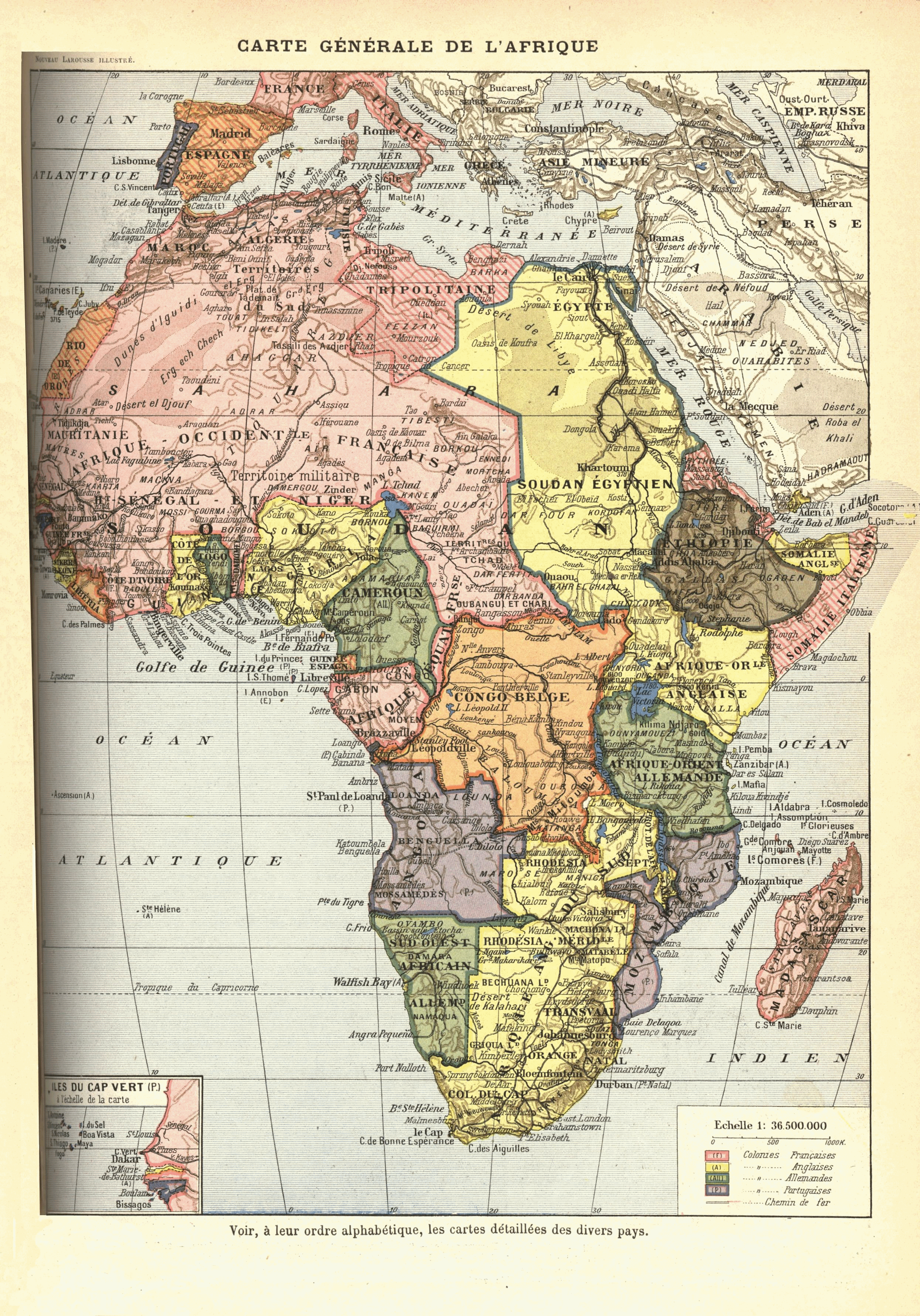
Mappa dell'Africa nel 1898

Dopo la Conferenza di Berlino del 1885, le potenze europee decisero quali territori appartenessero a quali Paesi. Decisero anche le aree di influenza laddove non vi erano ancora state delle prese di potere formali. Tutto questo fu possibile grazie alle cartine, allora già alquanto dettagliate, ed ad una non vaga conoscenza delle materie prime presenti nel continente. Va da sé che Francia e Regno Unito - all'apice della loro potenza - poterono scegliere le zone migliori, lasciando a Italia, Germania e Spagna le briciole. Il Portogallo vide confermati suoi possedimenti, che erano però più immaginari che reali. Infatti, nonostante i molti secoli di presenza, il Portogallo non aveva alcun controllo delle sue colonie oltre una breve fascia costiera. Non aveva neppure una mappatura moderna dei territori sotto il suo controllo.

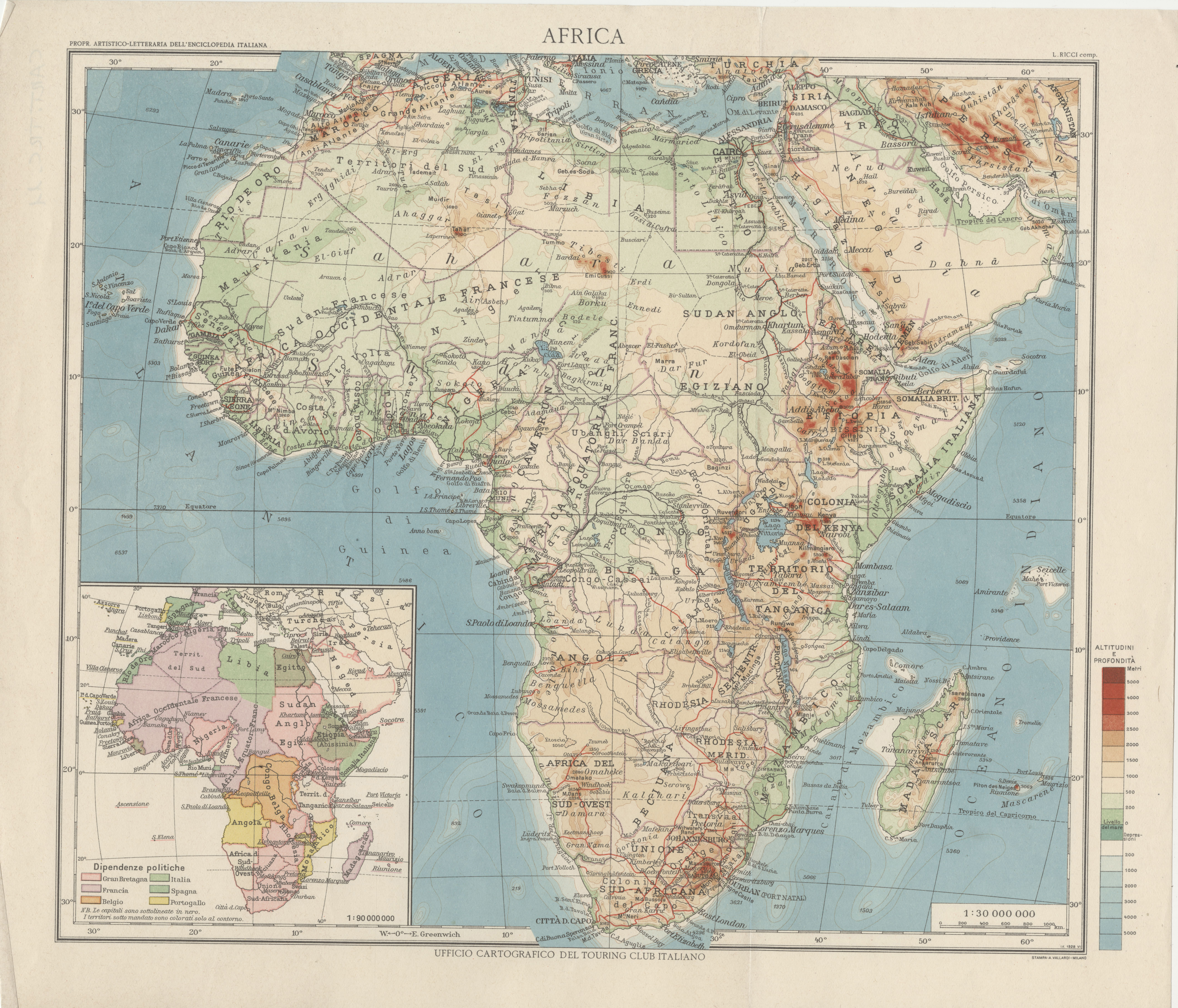
Elementi fisici e politici del continente africano nel 1929

Leopoldo II del Belgio proclamò lo Stato Libero del Congo (prima in realtà proprietà privata del sovrano) e ne assunse la sovranità, facendolo dunque divenire una colonia del Belgio. La Germania poté utilizzare le sue colonie (specialmente Tanzania e Camerun) solo per un periodo breve, visto che le perse in conseguenza alla sconfitta durante la prima guerra mondiale. Le varie colonie viaggiarono a velocità diverse. In generale, nessun Paese europeo investì molto nello sviluppo delle colonie, spingendo invece i vari territori ad arrivare al più presto all'autosufficienza finanziaria. Scuole, ospedali e infrastrutture furono spesso il frutto di missionari cristiani e di società internazionali per lo sviluppo. In ogni caso, alcune infrastrutture essenziali vennero preparate. Le ferrovie, normalmente a scarto ridotto, iniziarono a penetrare il continente ed a permettere il commercio di generi alimentari e minerari con i Paesi extra-africani.
Gli europei che vollero partecipare alla colonizzazione ricevettero in genere ampi appezzamenti di terreno o vaste concessioni minerarie. Questo fu particolarmente vero in Kenya, Rhodesia e Sudafrica. La Francia seguì un simile piano in Nord Africa. In Algeria, ad esempio, i coloni venivano considerati francesi a tutti gli effetti, e godevano del sostegno governativo.
L'Africa divenne anche il teatro di azioni di guerra durante la prima e seconda guerra mondiale. La colonia tedesca del Tanganyika si oppose alla presenza britannica, combattendo sia in campo aperto (battaglia di Tanga) che usando la guerriglia, con le incursioni navali del generale tedesco Paul Emil von Lettow-Vorbeck sul lago Tanganika. Nel secondo conflitto, molti africani parteciparono come fanteria nelle campagne del Nordafrica, delle Ardenne e della Birmania. Inoltre, la guerra in Nordafrica non risparmiò le popolazioni civili estranee al conflitto.

## L'Africa postcoloniale del XX secolo

### Le indipendenze
L'Europa del dopo guerra non riuscì a mantenere il controllo delle colonie africane. Da una parte, la creazione di quadri preparati e con formazione universitaria aveva involontariamente preparato persone capaci di parlare al potere coloniale allo stesso livello. Dall'altra l'esperienza della guerra aveva aperto gli occhi agli africani. Questi avevano combattuto a fianco dei commilitoni europei senza sfigurare. Anzi, le truppe keniote furono quelle a fare la differenza nella campagna di Birmania. Lo stesso si può dire delle truppe senegalesi alle Ardenne. Inoltre, le nuove idee di democrazia e partecipazione politica spinsero l'opinione popolare europea a favorire l'indipendenza delle nazioni africane.
Il primo Paese a raggiungere autogoverno fu l'Egitto nel 1922. Altre nazioni seguirono negli anni cinquanta, con la maggioranza dei Paesi che arrivarono all'indipendenza negli anni sessanta. Le colonie portoghesi arrivarono all'indipendenza alla fine degli anni settanta dopo anni di guerra e solo perché la dittatura di Salazar era caduta nel 1974. Gibuti ottenne l'indipendenza dalla Francia nel 1977, e la Namibia dal Sudafrica nel 1990.

Stati africani per anno di indipendenza. In grigio i territori ancora sotto il controllo straniero.

Nonostante molti Paesi abbiano ottenuto l'indipendenza continuano a esserci guerre in tutta l'Africa, principalmente a causa dei confini imposti dal colonialismo che portano etnie diverse a vivere nello stesso Stato. Questa convivenza obbligata sfocia spesso in conflitti etnici.

### Democrazie
I Paesi africani che sono giunti all'indipendenza hanno normalmente ricevuto un ordinamento democratico che prevedeva il multipartitismo e la divisione dei poteri giuridico, legislativo e politico. Quasi tutti i Paesi africani sono però giunti in poco tempo al monopartitismo ed alla presidenza a vita, impedendo quindi un vero sviluppo delle democrazie.
Sotto la spinta dei moti democratici nati alla fine della guerra fredda, anche in Africa si ebbe la stagione della primavera delle democrazie (primi anni novanta). Quasi tutti i Paesi hanno visto movimenti popolari che hanno obbligato i presidenti a vita a concedere il multipartitismo. Sebbene il cammino democratico non sia ancora finito, si nota come la crescita della società civile stia dando segni incoraggianti di nuova partecipazione popolare alla politica ed alla società dei vari Paesi africani.

## Cronologia

### L'Africa preistorica
- 3-1 milioni di anni fa: Homo habilis fabbrica i primi utensili in pietra.
- 1.650.000-10.000 anni fa: comparsa di Homo erectus.
- 35.000 anni fa: comparsa di Homo sapiens sapiens.

### L'Africa delle Antiche Civiltà
- 5000-4000 a.C.: nella valle del fiume Nilo, nell'odierno Egitto, si costituiscono i due regni dell'Alto Egitto, a Sud, e del Basso Egitto, a Nord.
- 3100 a.C. ca.: unificazione dell'Egitto (data convenzionale 3150 a.C., ascesa al trono di Narmer).
- 3000 a.C. ca.: formazione dell'Antico Regno, con capitale Menfi. Costruzione delle piramidi.
- 2000-1700 a.C. – L'XI dinastia riporta l'Egitto allo splendore; prime manifatture in vetro documentate e adozione dello Shaduf in agricoltura.
- 1987-1780 a.C. – Medio Regno egizio
- 1780-1670 a.C. – Secondo periodo intermedio dell'Egitto: la crisi favorisce l'avvento al potere degli Hyksos
- 1650 a.C. circa – Egitto – Lo scriba Ahmes trascrive un testo più antico nel Papiro di Rhind;
- 1570-1080 a.C. – Nuovo Regno egizio: le dinastie "tebane" (XVIII, XIX e XX) scacciano gli invasori
- Fine del XIII secolo a.C. – Ramesse II si oppone agli Ittiti, soprattutto nella battaglia di Qadeš
- 1160 a.C. – Ramesse V muore di vaiolo
- 814 a.C.: fondazione di Cartagine da parte dei Fenici (data tradizionale).
- VIII secolo a.C. inizio dell'Età Arcaica presso i cartaginesi
- VII secolo a.C. – L'Egitto è sottomesso dagli Assiri
- 660-525 a.C. – La dinastia saitica dona all'Egitto un ultimo periodo di prosperità
- 525 a.C. – Cambise riduce l'Egitto ad una provincia dell'Impero persiano
- 332 a.C. – Alessandro Magno è incoronato faraone d'Egitto.
- 323 a.C. – Tolomeo Lago fonda la dinastia tolemaica
- 290 a.C.: costruzione della biblioteca di Alessandria.
- 280 a.C. ca. Costruzione del Faro di Alessandria
- 264 - 241 a.C. Prima guerra punica
- 218 - 202 a.C. Seconda guerra punica
- 149-146 a.C.: Terza guerra punica, Roma distrugge Cartagine e istituisce la provincia d'Africa.
- 69 a.C. - 30 a.C., Cleopatra VII regina d'Egitto.
- 50: espansione del regno etiope di Axum.
- 30 a.C. finisce la dinastia tolemaica, l'Egitto diviene una provincia romana
- 90 - 170 ca., Claudio Tolomeo astronomo e matematico greco che vive e lavora ad Alessandria d'Egitto
- III e IV secolo cultura di Urewe nella regione intorno al lago Vittoria
- 429-534: regno dei Vandali in nord Africa.

### L'Africa tra 500 e 1800
- 788: Marocco, dinastia degli Idrisidi.
- 800 ca.: regno del Kanem fiorisce attorno al lago Ciad.
- 868: Ibn Ṭūlūn fonda la dinastia dei Tulunidi in Egitto.
- 880-900 ca.: massimo splendore del regno del Ghana.
- 910: dinastia fatimide nell'attuale Tunisia.
- 1062-1147: dinastia berbera degli Almoravidi.
- 1075: il regno del Ghana è assoggettato dagli Almoravidi.
- 1150 ca.: la dinastia Almohade soppianta in nord Africa gli Almoravidi e successivamente passa in Spagna.
- 1171-1250: Il curdo Saladino fonda la dinastia musulmana degli Ayyubidi in Egitto.
- 1200 ca.: sorgono alcuni regni cristiani nel Congo.
- 1248-1254: la Settima crociata colpisce l'Egitto.
- 1415: con la conquista di Ceuta inizia l'influenza dell'Impero portoghese su varie zone africane.
- 1440: re Mutoto fonda l'Impero di Monomotapa, con capitale la città di Grande Zimbabwe. Il regno, all'apogeo con il figlio Matope, si estendeva lungo il territorio dell'attuale Zimbabwe e Mozambico, dall'Oceano Indiano al Kalahari lungo la direttrice del fiume Zambesi.
- 1488: il portoghese Bartolomeu Dias doppia il capo di Buona Speranza.
- 1493: il regno del Songhai raggiunge il suo apogeo con la dinastia Askia.
- 1555-63: il mercante di schiavi sir John Hawkins compie il suo primo viaggio tra l'Africa e le Americhe.
- 1670: nascita del regno di Kaarta nell'alto Niger.
- 1710-1957: dinastia Husaynide a Tunisi.
- 1794: i francesi aboliscono la schiavitù nelle loro colonie.
- 1798-1799: spedizione napoleonica in Egitto; nascita dell'egittologia.

### L'Africa coloniale del XIX secolo
- 1830-1843: conquista francese dell'Algeria.
- 1844: i Francesi si ritirano dal Marocco (trattato di Tangeri).
- 1847: la Liberia è il primo stato africano a conquistare l'indipendenza.
- 1853: fondazione da parte dei Boeri del Transvaal nell'attuale Sudafrica.
- 1859-1869: costruzione del canale di Suez in Egitto.

### L'Africa postcoloniale del XX secolo
- 1936: inizia la segregazione razziale (apartheid) in Sudafrica.
- 1940: settembre, l'Africa orientale viene coinvolta nella seconda guerra mondiale.
- 1941: maggio, l'Italia perde il suo impero coloniale in Africa orientale.
- 1960: indipendenza di molte colonie europee in Africa.
- 1962: Indipendenza dell'Algeria.
- 1963: nasce l'Organizzazione dell'Unità Africana.
- 1969: il colonnello Muʿammar Gheddafi attua un colpo di Stato in Libia.
- 1975-1976: con la fine del regime fascista in Portogallo raggiungono l'indipendenza le ultime colonie africane dell'Angola e del Mozambico.
- 1990: Sudafrica, liberazione di Nelson Mandela.
- 1990: Movimento indipendentista (anti-etiopico) in Eritrea. Indipendenza della Namibia.
- 1991: le elezioni in Algeria vedono la vittoria del partito islamico; Somalia, è destituito Siad Barre, inizio della dissoluzione del potere statale e della guerra interetnica.
- 1992: intervento U.S.A in Somalia.
- 1993: maggio, indipendenza dell'Eritrea.
- 1993: ottobre, Tentato colpo di Stato Tutsi in Burundi, violenze etniche.
- 1993: dicembre, Premio Nobel per la pace a Frederik Willem de Klerk e Nelson Mandela.
- 1994: aprile, Genocidio in Ruanda; le prime elezioni multietniche in Sudafrica sanciscono la fine dell'apartheid: Nelson Mandela presidente.
- 1994: ottobre, dopo 17 anni finisce la guerra civile in Mozambico.
- 1996: gennaio, colpo di Stato in Niger.
- 1997: maggio, colpo di Stato di Laurent-Désiré Kabila in Zaire che cambia nome in Repubblica Democratica del Congo.
- 1997: maggio, colpo di Stato del maggiore Jolly Paul Koroma in Sierra Leone.
- 1999: aprile, fine dell'embargo ONU (iniziato nel 1992) in Libia, dopo la consegna degli attentatori di Lockerbie.
- 1999: aprile-maggio, colpi di Stato in Niger (assassinio del presidente Maïnassara) ed in Guinea-Bissau (destituzione del presidente João Bernardo Vieira).
- 1999: aprile, Abdelaziz Bouteflika vince le elezioni presidenziali in Algeria.
- 1999: dicembre, colpo di Stato in Costa d'Avorio (destituzione del presidente Bédié).

### L'Africa del XXI secolo
- 2000: luglio, XIII conferenza mondiale sull'AIDS in Sudafrica, denuncia della tragica diffusione del virus dell'HIV nel continente.
- 2000: marzo-dicembre, guerra Eritrea-Etiopia.
- 2001: gennaio, tentato colpo di Stato nella Repubblica Democratica del Congo (uccisione del presidente Laurent-Désiré Kabila).
- 2011: luglio, indipendenza del Sudan del Sud.